# Julius Pelikán
Julius Pelikán (23. února 1887 Nové Veselí – 17. února 1969 Olomouc) byl český akademický sochař a medailér.

## Život

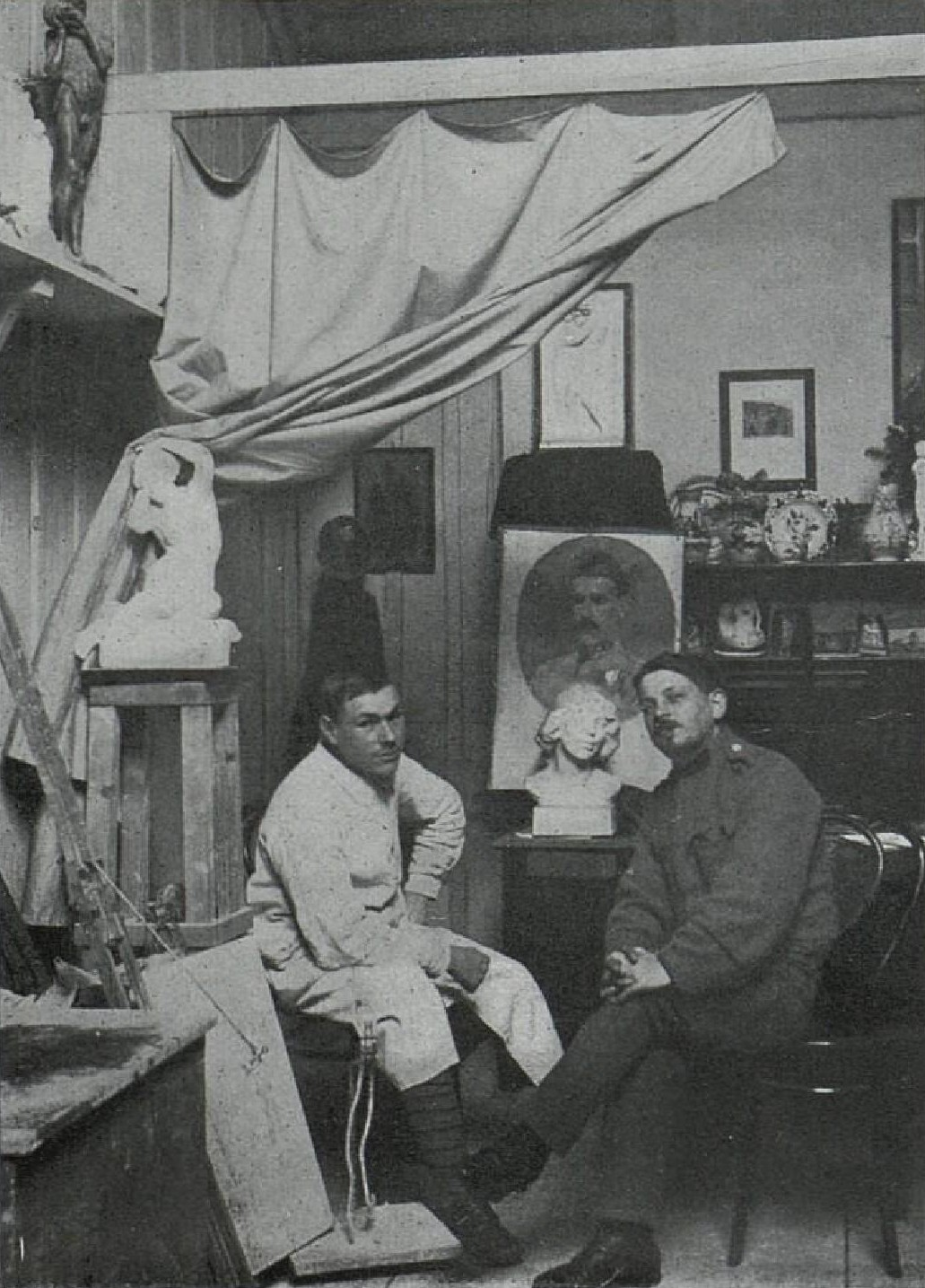
Malíř Oldřich Lasák (vpravo) na návštěvě v atelieru Julia Pelikána v době, kdy oba vykonávali vojenskou povinnost

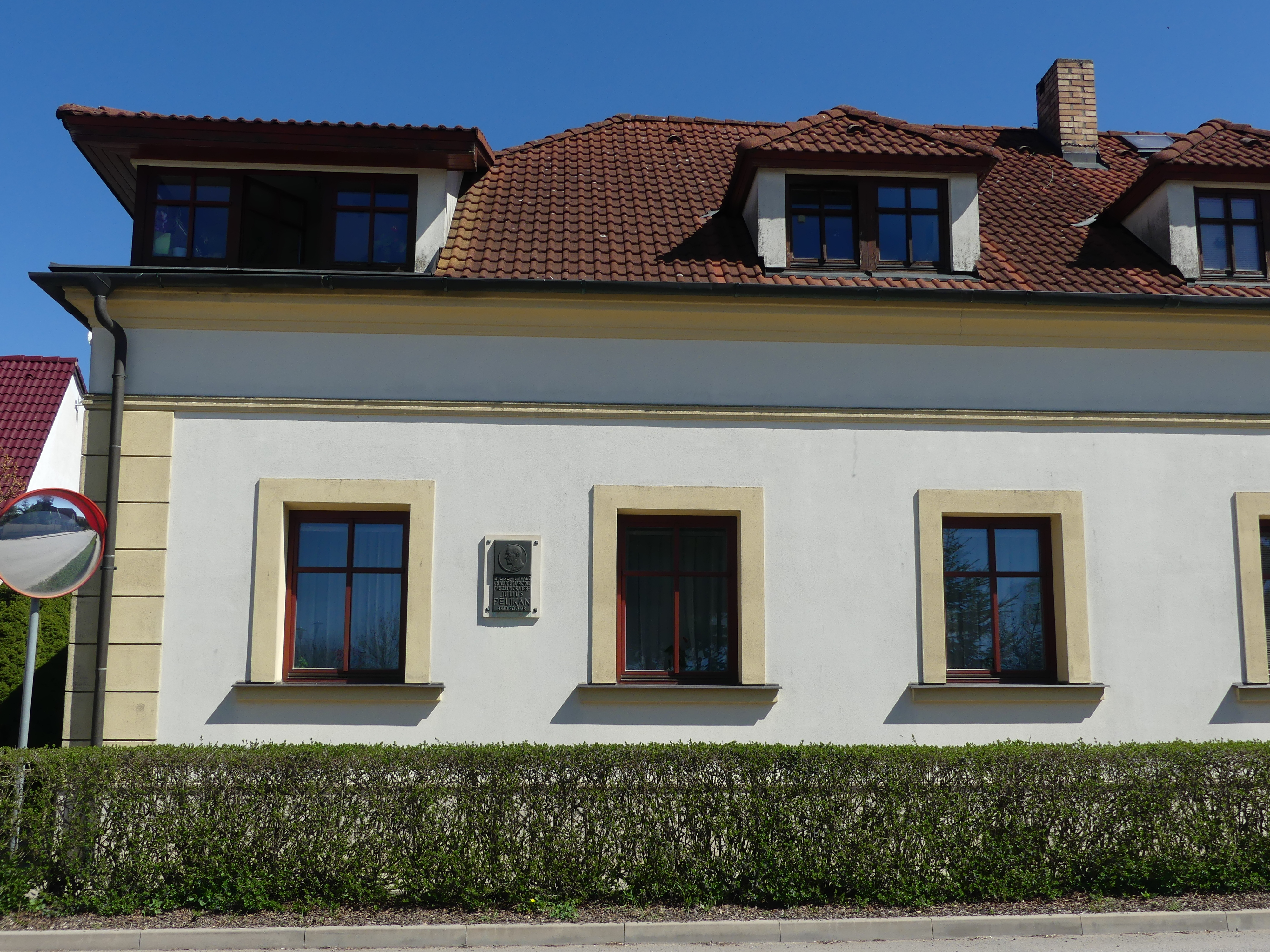
Rodný dům Julia Pelikána v Novém Veselí.

Narodil se 23. února 1887 v rodině ševce Julia Pelikána a jeho manželky Anny, roz. Sobotkové, v domě čp. 35 v Novém Veselí u Žďáru nad Sázavou. Obecnou školu navštěvoval v rodišti a měšťanku ve Žďáru nad Sázavou. Poté odešel na Odbornou kamenickou školu do Hořic v Podkrkonoší. Od roku 1905 pak následovala praxe v Německu. Vrátil se roku 1908 a získal zaměstnání při pracích na dómě sv. Petra v Brně. Další praxi absolvoval v Olomouci. Odtud odešel studovat Akademii výtvarných umění v Praze (1909–1913), byl žákem Josefa Václava Myslbeka a Jana Štursy. Po ukončení studia se po vzoru dalších umělců vydal na studijní cestu do Itálie. Od roku 1913 žil trvale v Olomouci, zde i založil rodinu. V roce 1915 byl nucen narukovat.
Za první světové války byl členem zvláštního oddílu pro výzdobu válečných hřbitovů na území dnešního Polska. V tomto oddíle působil také architekt Dušan Jurkovič nebo malíř Adolf Kašpar. Na konci války pracoval s Adolfem Kašparem a dalšími na restaurování fresek v kostele Panny Marie Sněžné v Olomouci.

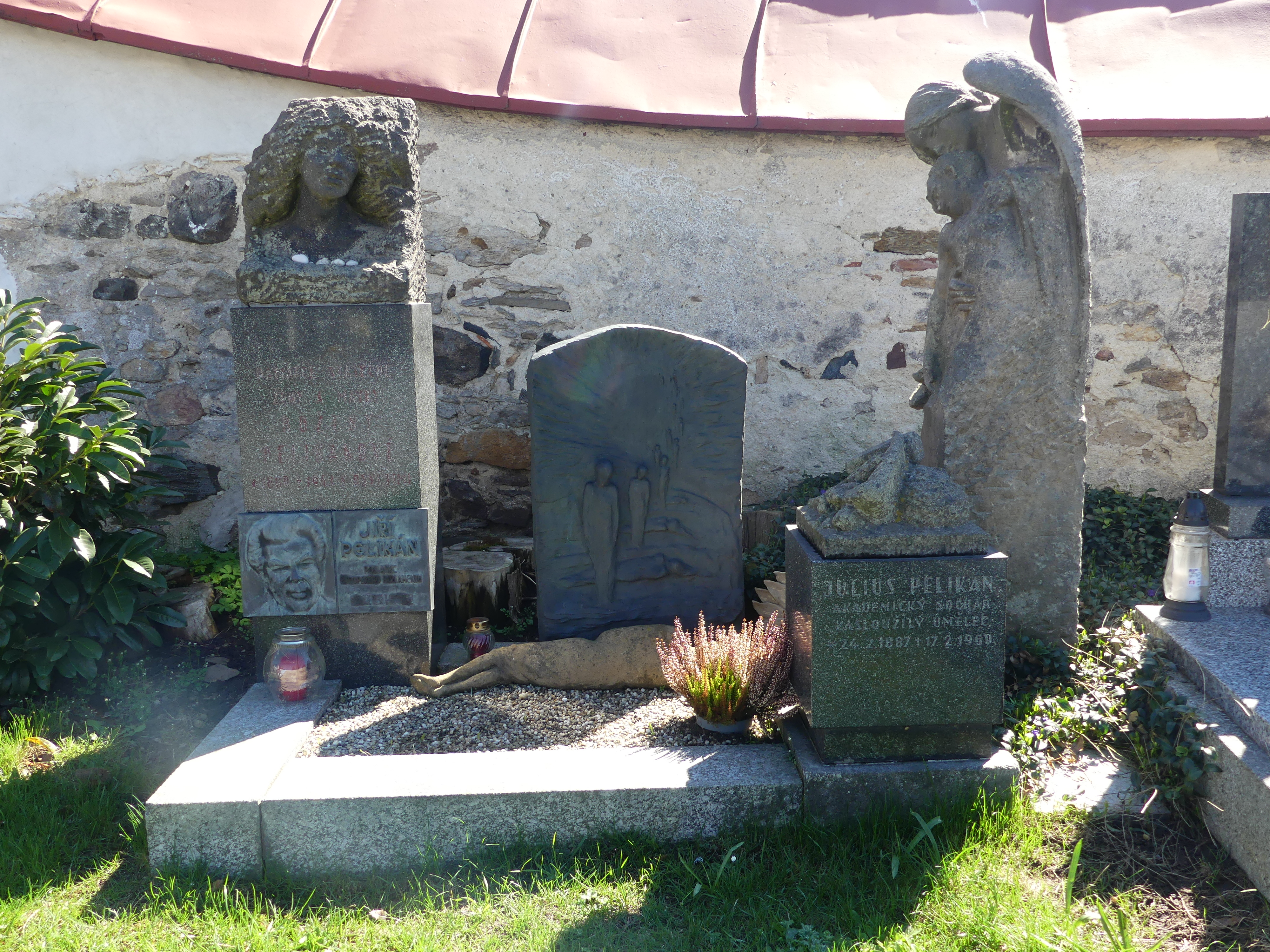
Hrob Julia Pelikána v Novém Veselí.

Od roku 1940 byl předsedou Sdružení výtvarných umělců moravských. Za druhé světové války (1942–1945) byl s manželkou Boženou (rozenou Sternovou) a starším synem Vladimírem vězněn v internačních táborech ve Svatobořicích a v Kounicových kolejích v Brně. Po těchto zkušenostech není divu, že jeho velkým tématem se staly plastiky námětově se týkající odboje. Pozornost věnoval také komorním a dětským námětům a medailérské tvorbě. V roce 1967 mu byl udělen titul zasloužilého umělce. Zemřel 17. února 1969.

## Rodina
Z manželství s Boženou, rozenou Sternovou, která byla roku 1943 popravena v koncentračním táboře v Osvětimi, se narodily tři děti: dcera Anna, provdaná Grencnerová, syn Vladimír (1916–1980), později lékař v Olomouci a v Pasece u Šternberka a Jiří Pelikán (1923–1999), významný český novinář a politik.

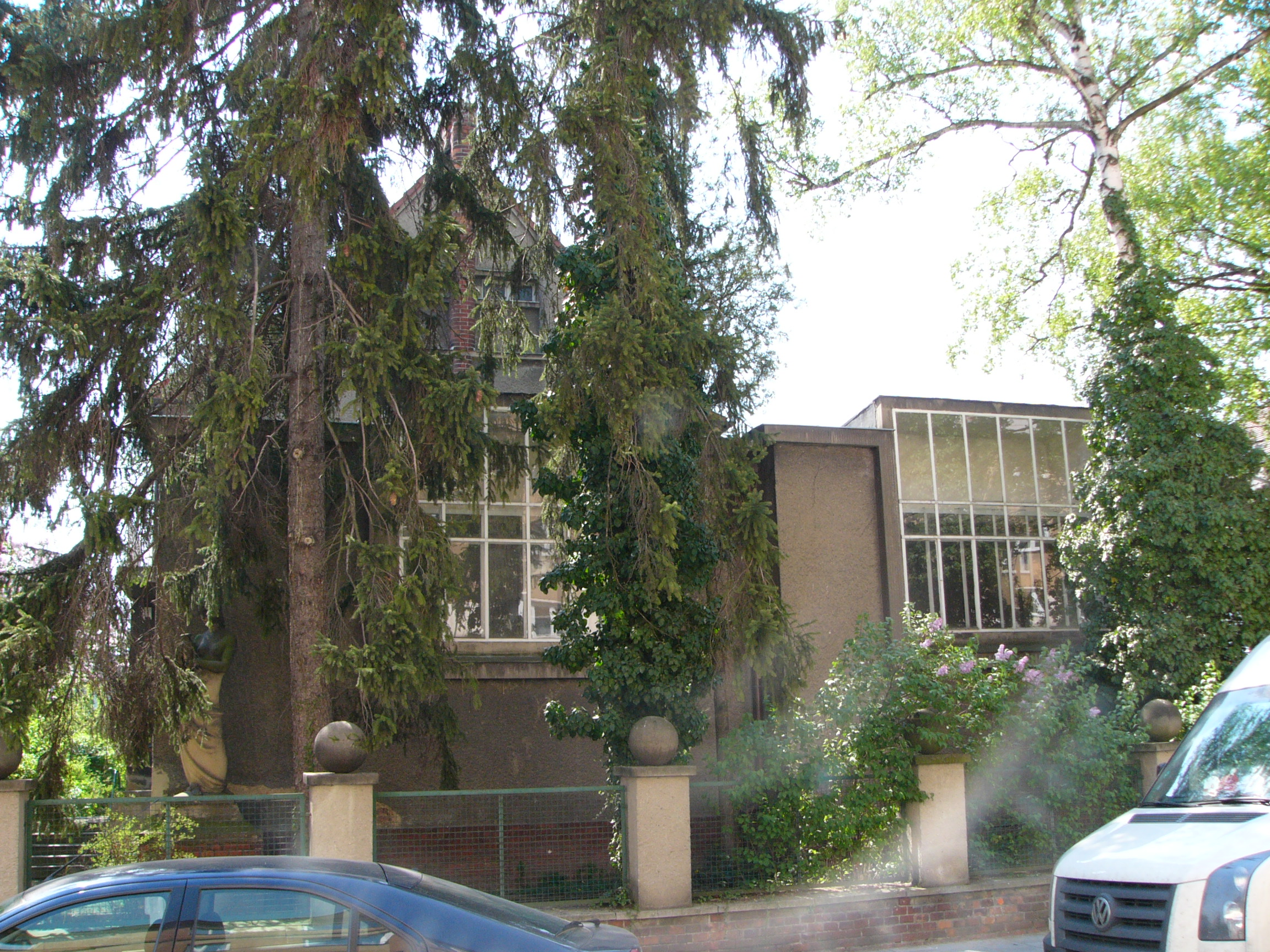
Vila Julia Pelikána v Olomouci v ulici Na vozovce 21 z roku 1924–1925, architekt: Josef Štepánek.

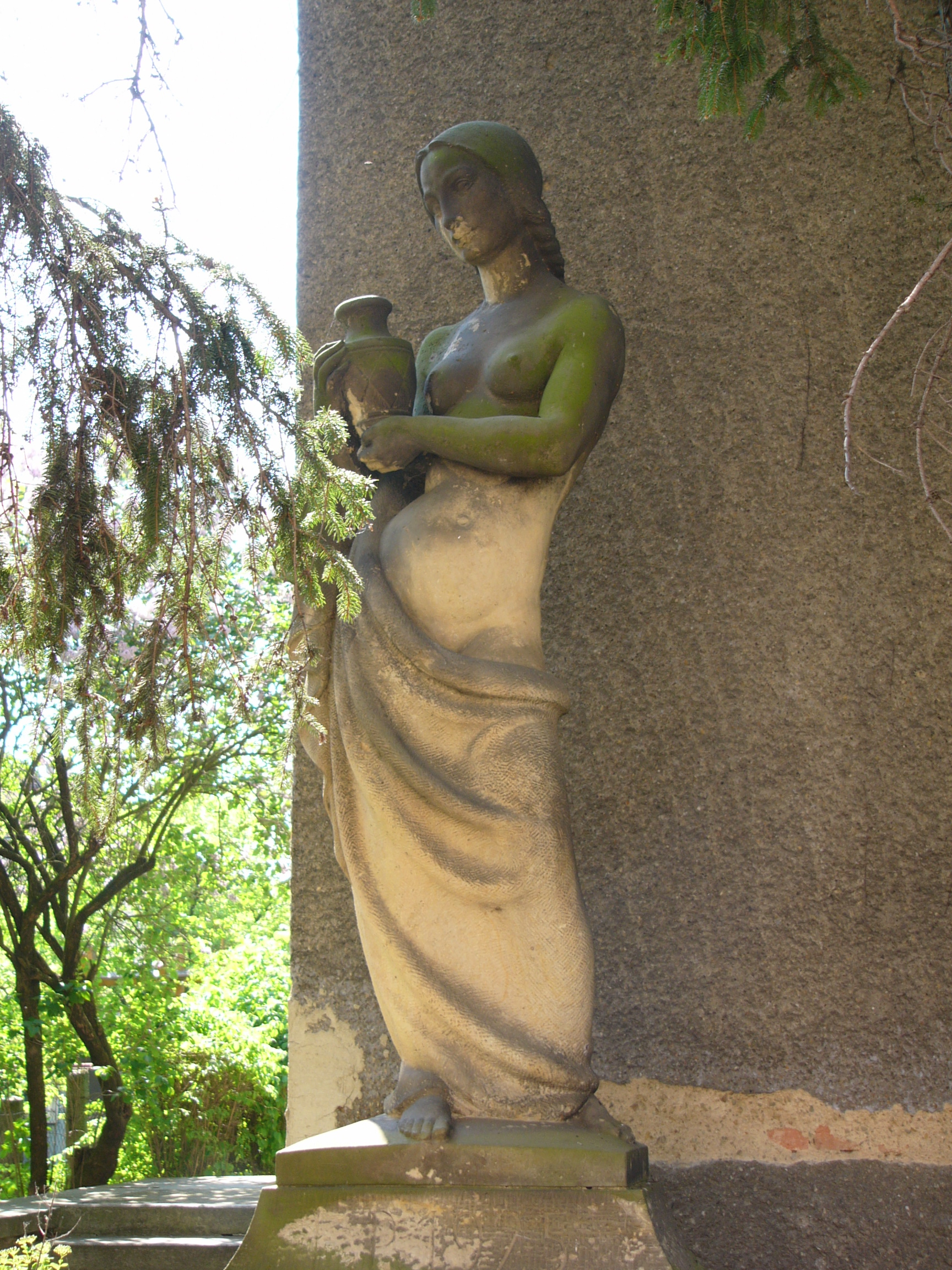
socha u vily Julia Pelikána v Olomouci v ulici Na vozovce

## Dílo
Kromě volné tvorby se zapsal především jako autor desítek pomníků a sochařské výzdoby architektury. Nejvíce jeho prací se nachází v Olomouci.
Výběr jeho prací v Olomouci (pokud není uvedeno jinak):

### Od roku 1918
- Socha kazatele na hrobě Terezie († 1912) a Marie († 1918) Zamykalových, hřbitov Olomouc-Neředín
- 1921 - pomník Karla Havlíčka Borovského v Prostějově
- 1921 – pomník obětem I. světové války, Smetanova ul., Žďár nad Sázavou
- 1921 – pomník Jana Husa, Javorek
- 1922 – pomník obětem I. světové války, městský hřbitov, Prostějov
- 1924 – pomník osvobození Československa se sochou Františka Palackého v Olomouci - Holici
- vstupní portál palmového skleníku ve Smetanových sadech
- 1925 – pomník padlým v První světové válce se sochou klečící plačky v kroji, bronz; na hřbitově v Ostravě–Třebovicích[2]
- 1926 – sochařská výzdoba mauzolea jugoslávských vojínů[3]
- 1927 – dvě sousoší Nemocného a Zdravé rodiny před vstupem do bývalé Okresní nemocenské pojišťovny (dnes zdravotnické zařízení SPEA) na náměstí Národních hrdinů 2
- 1927 – Jan Evangelista Kosina – busta v Kosinově ulici č. 4 v bývalé budově Slovanského gymnázia v Olomouci

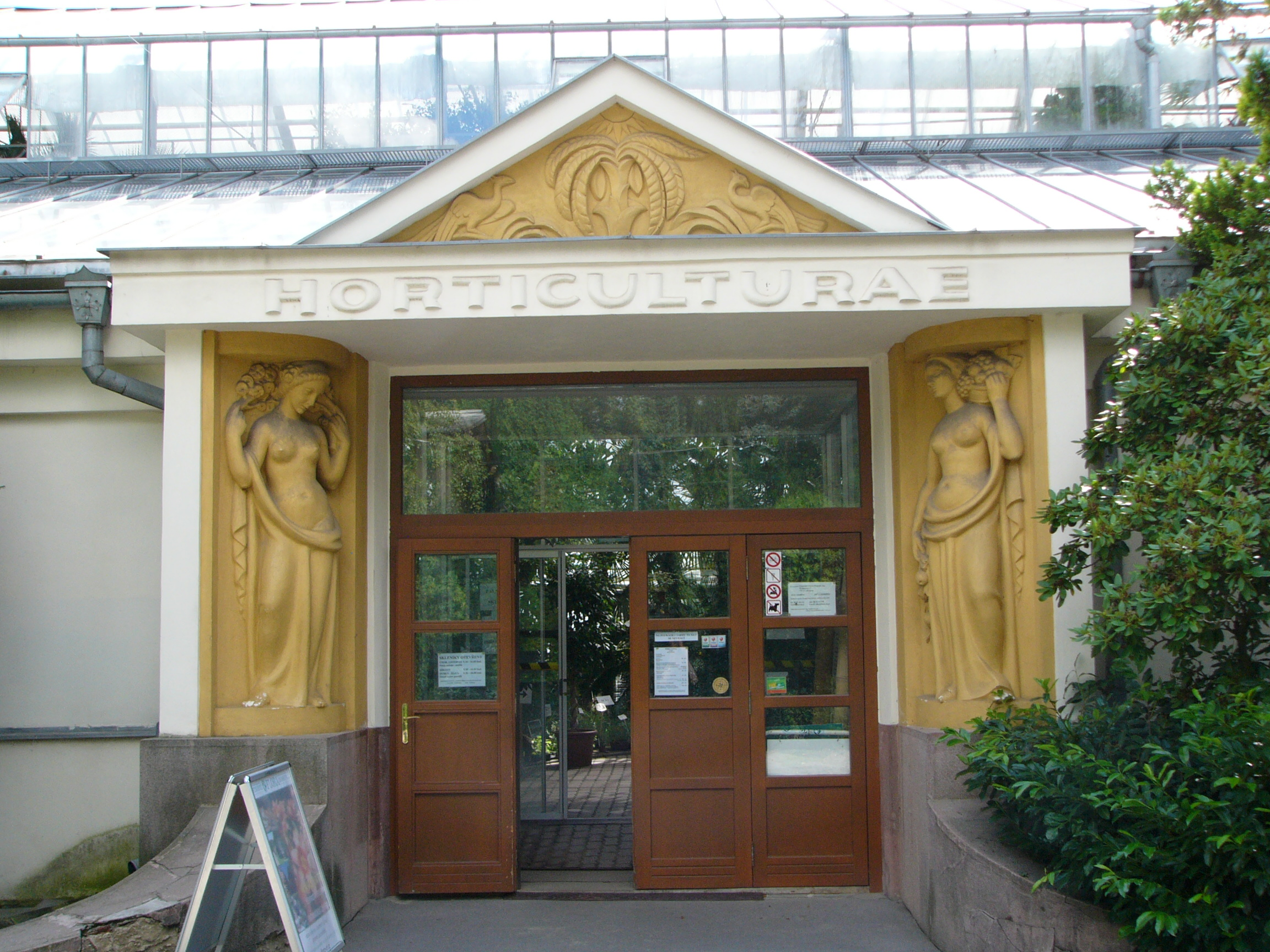
Vstupní portál palmového skleníku
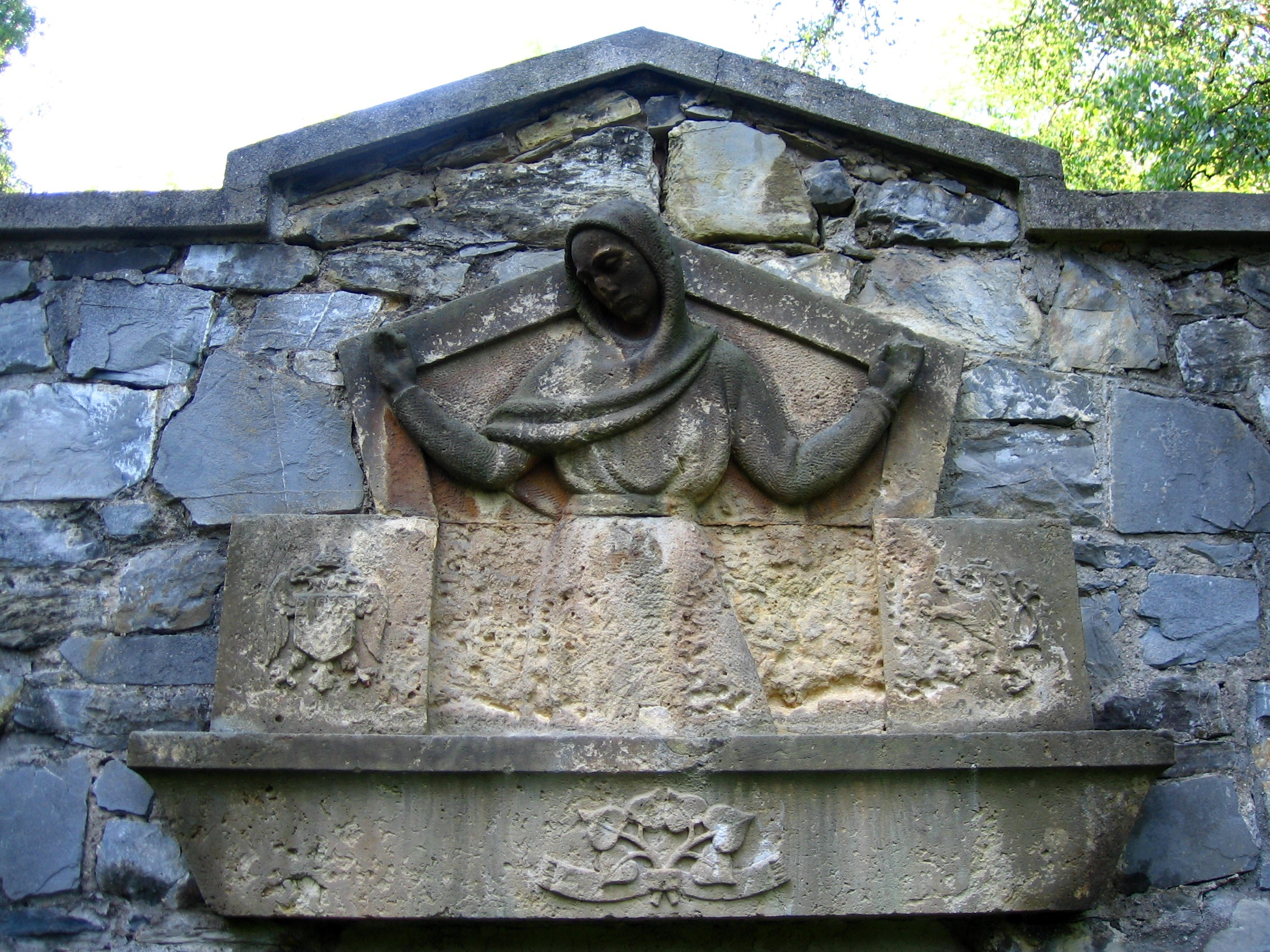
Sochařská výzdoba mauzolea jugoslávských vojínů
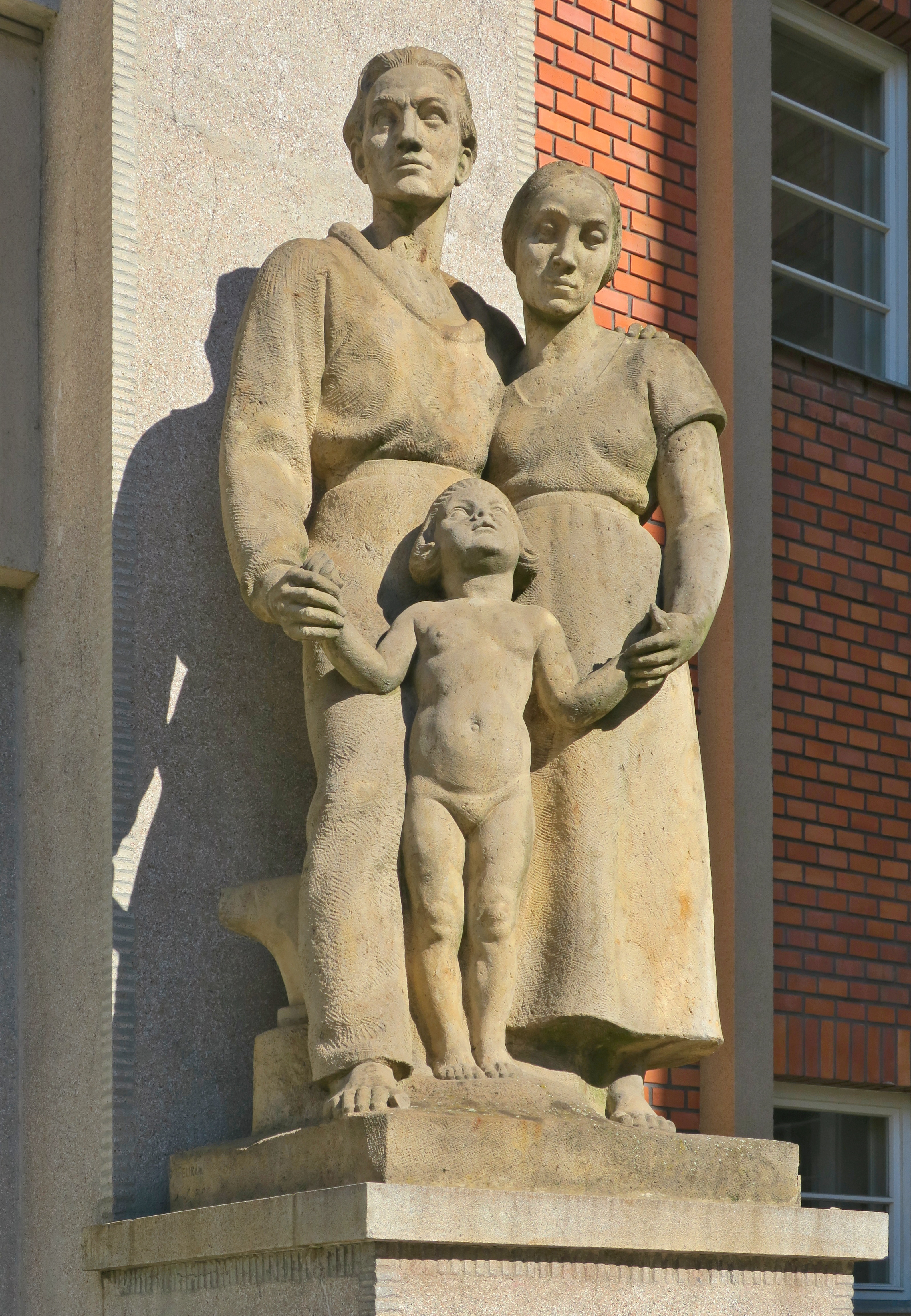
Sousoší Zdravé rodiny na náměstí Národních hrdinů
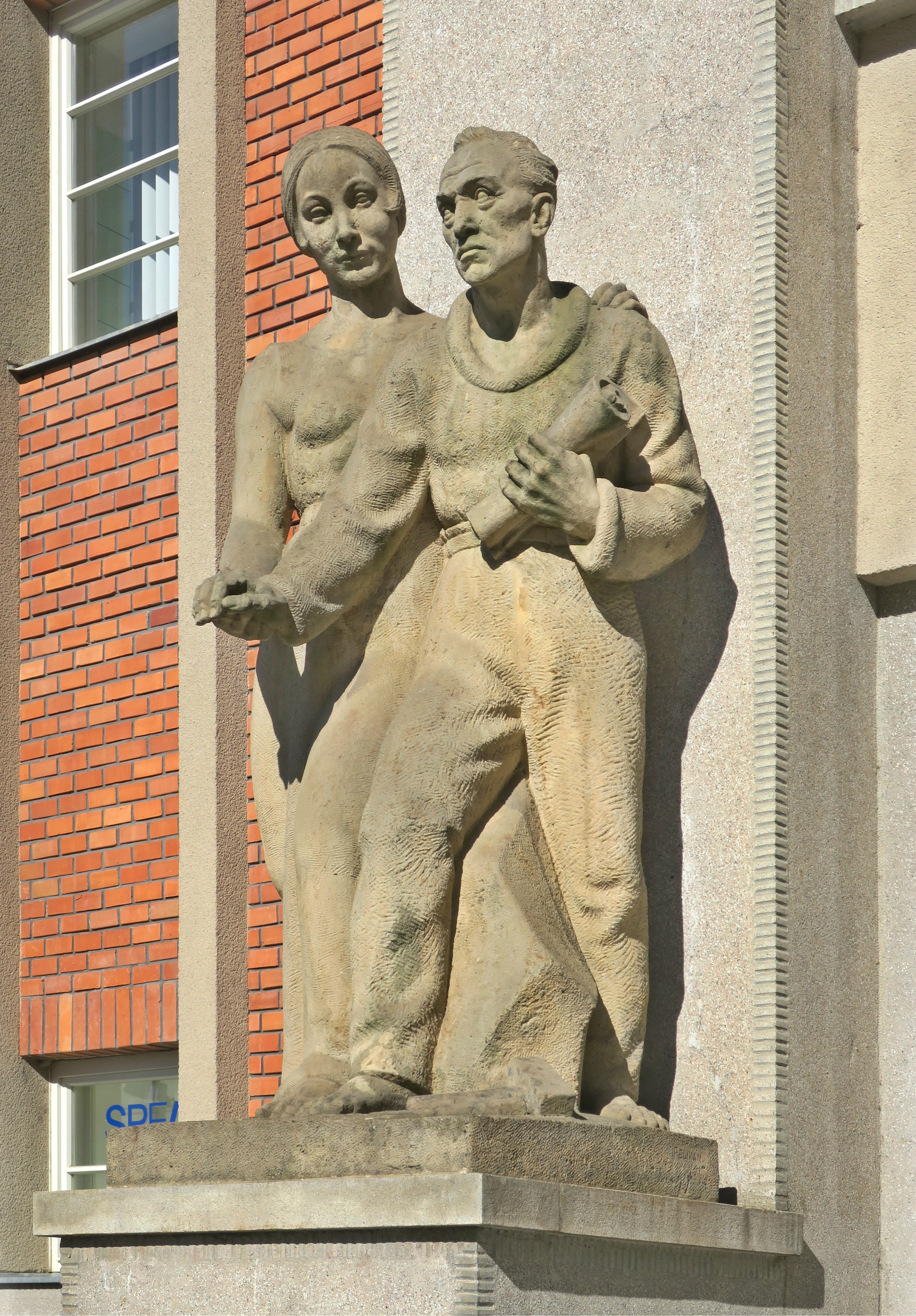
Sousoší Nemocný na náměstí Národních hrdinů
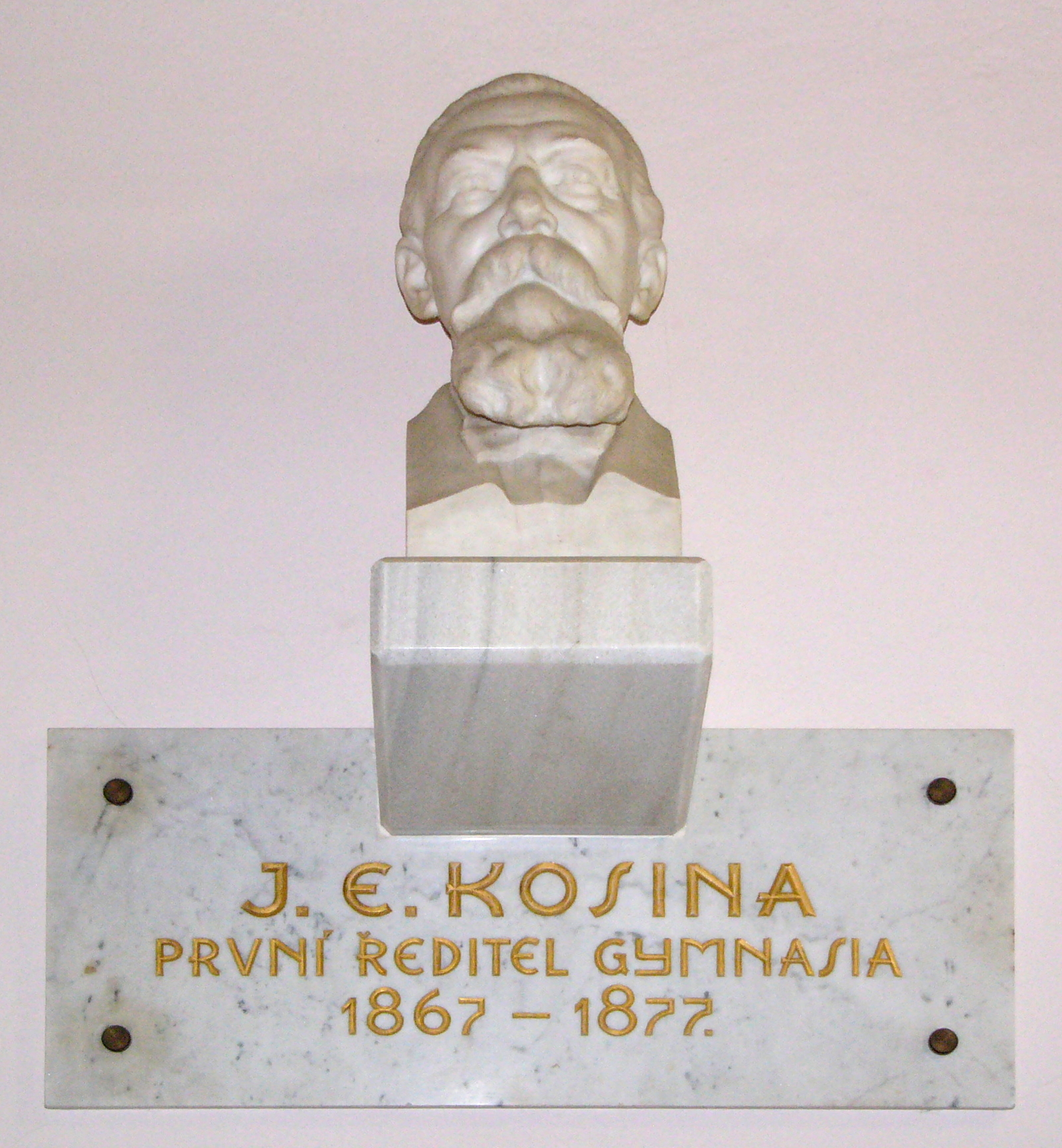
Jan Evangelista Kosina – busta v Kosinově ulici č. 4 v bývalé budově Slovanského gymnázia v Olomouci
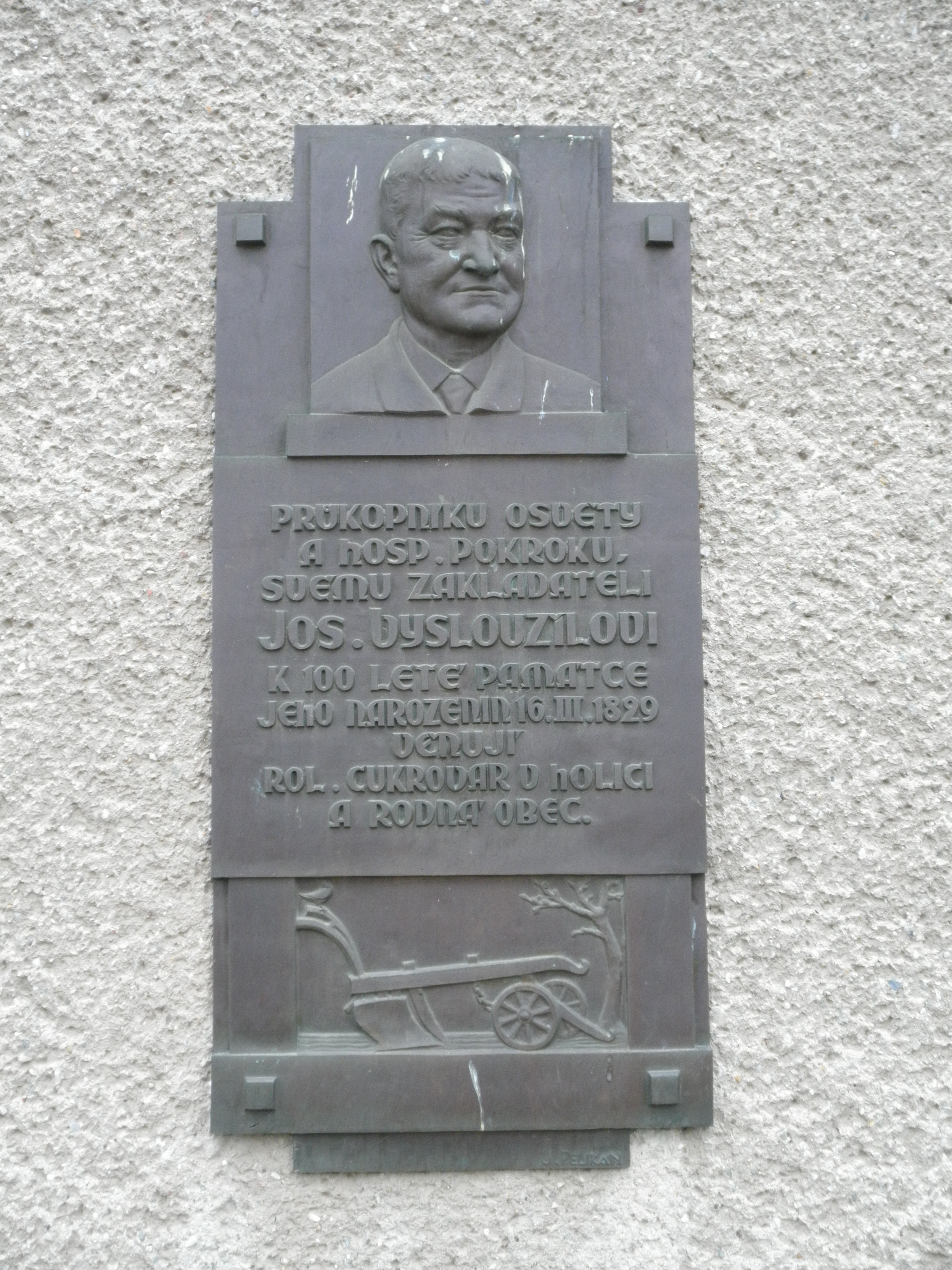
Pamětní deska v obci Příkazy ke 100. výročí narození politika Josefa Vysloužila

- 1928 – ženská figura na pomníku obětem světových válek v Lutíně
- 1929 – socha sv. Václava v Olomouci-Topolanech
- 1929 – reliéf sv. Cyrila a Metoděje na Krajinské lékárně, Horní nám. 10 (spolupráce s architektem Klaudiem Madlmayrem)
- 1929 – Pamětní deska v obci Příkazy ke 100. výročí narození politika Josefa Vysloužila

### 30. léta 20. století
- 1931 – reliéf ležící ženy se snopem na portálu Pozemkového ústavu, Olomouc, Horní nám. 11 (s K. Madlmayrem)
- 1932 – busta Miroslava Tyrše před sokolovnou na třídě 17. listopadu
- 1933 – František Polívka – socha ve Smetanových sadech
- 1936 – sarkofág arcibiskupa Antonína Cyrila Stojana v Královské kapli baziliky na Velehradě
- 1937 – Tomáš Štítný ze Štítného (fiktivní podoba) – pomník na Mozartově ulici
- 1937 – deska W. A. Mozarta na Kapitulním děkanství v Olomouci
- 1938 - Pomník obětem 1. a 2. světové války se sochou T. G. Masaryka v obci Kostelec

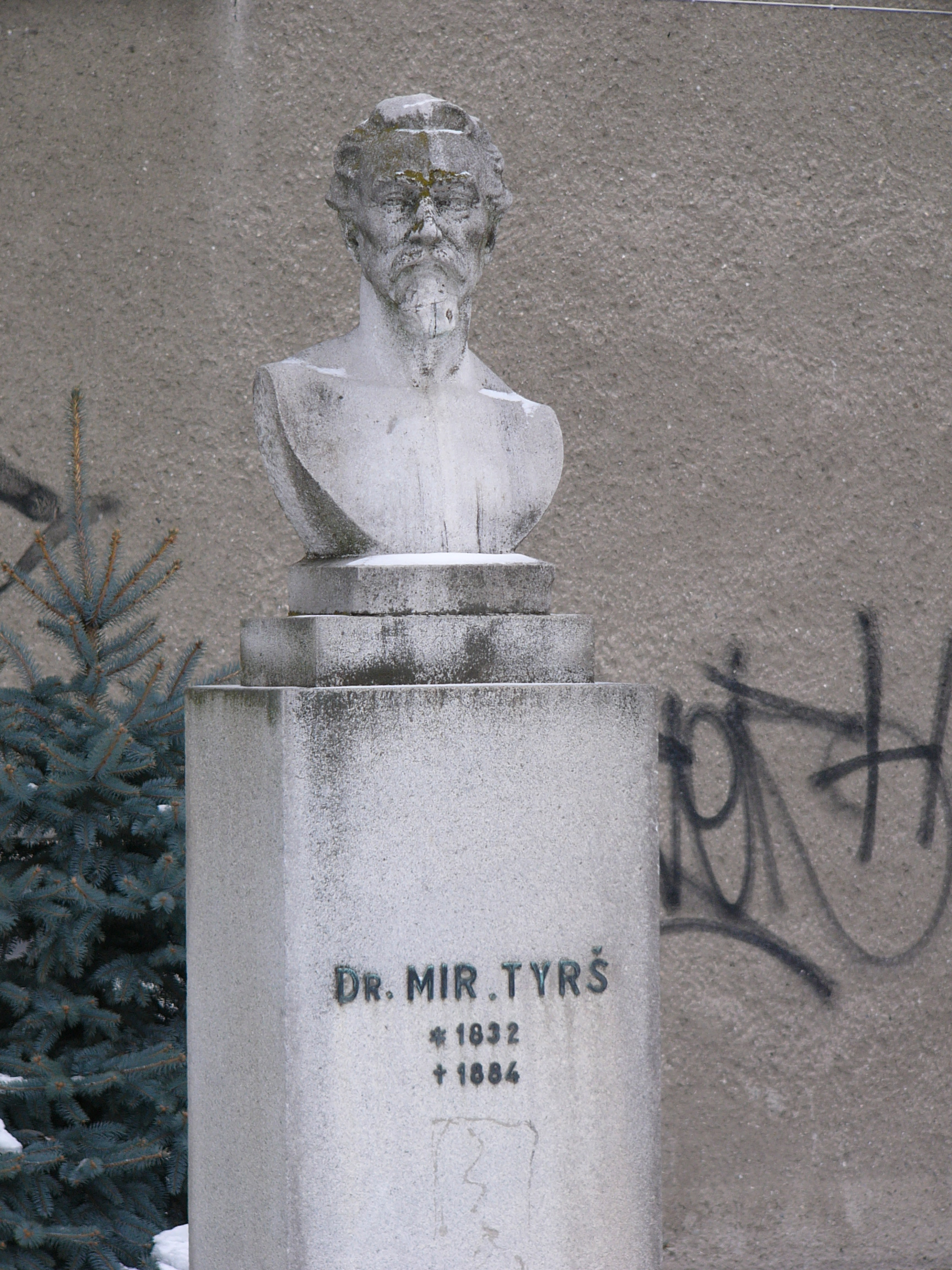
Busta Miroslava Tyrše před sokolovnou na třídě 17. listopadu
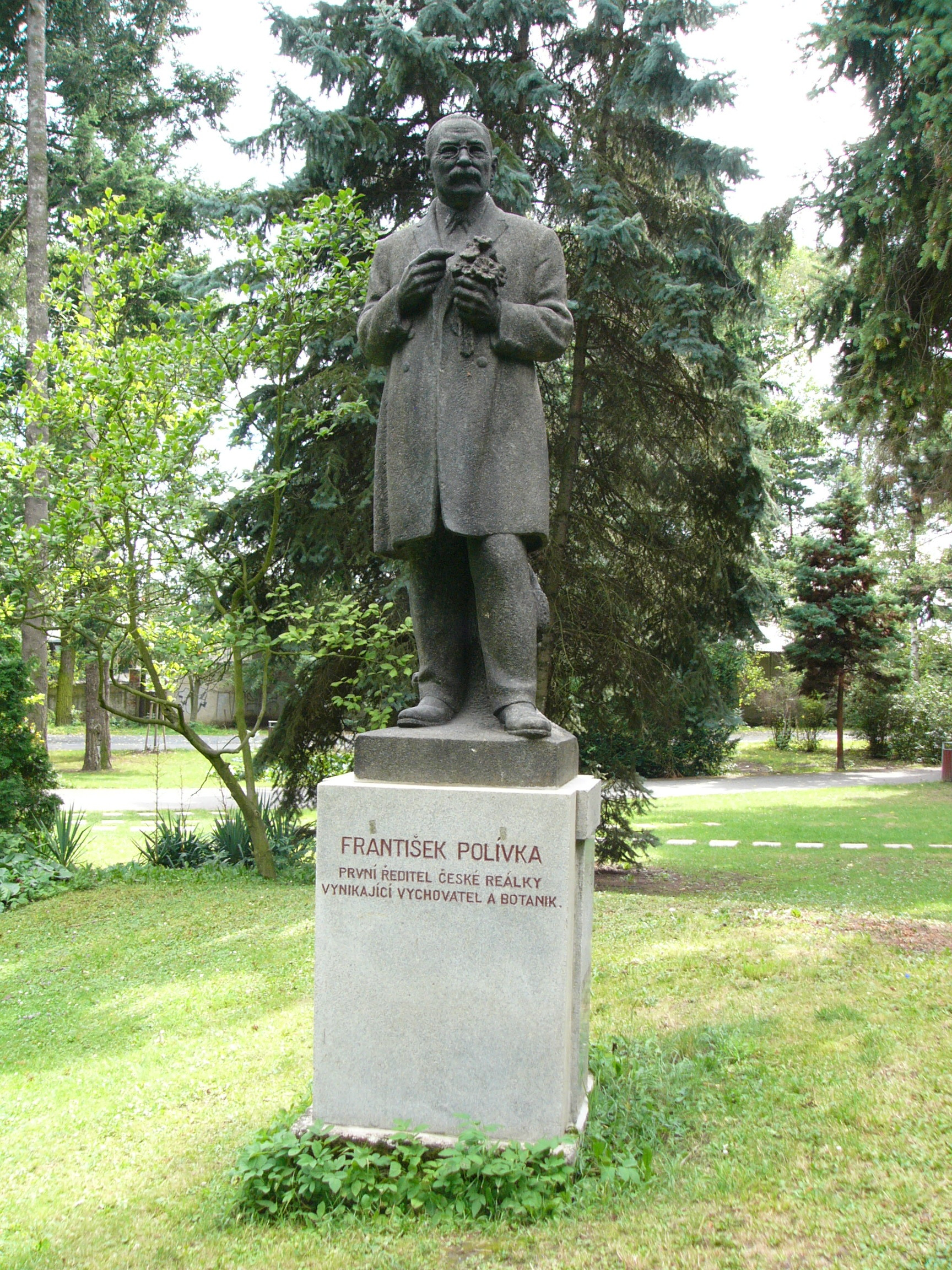
František Polívka
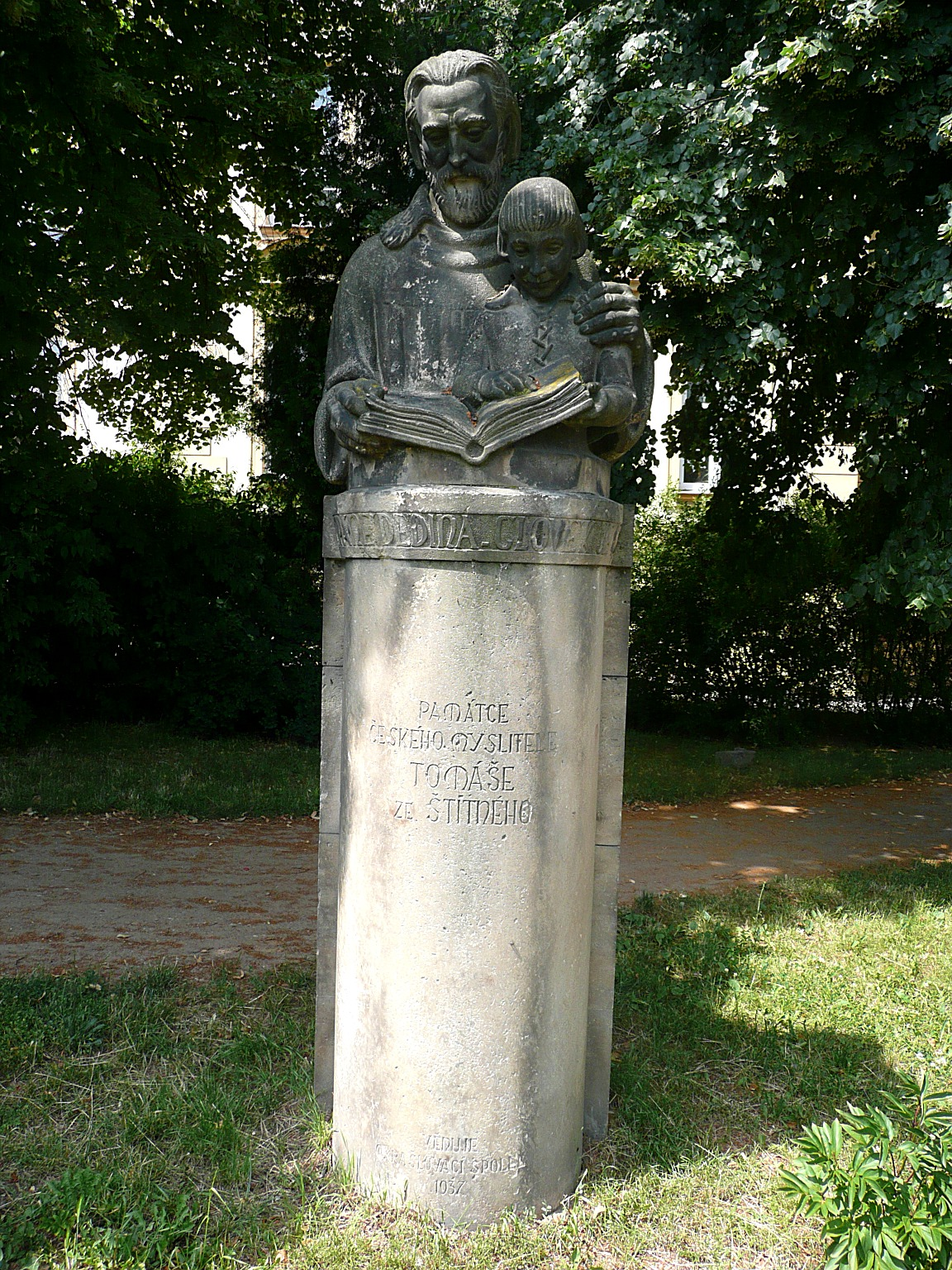
Pomník Tomáše Štítného ze Štítného
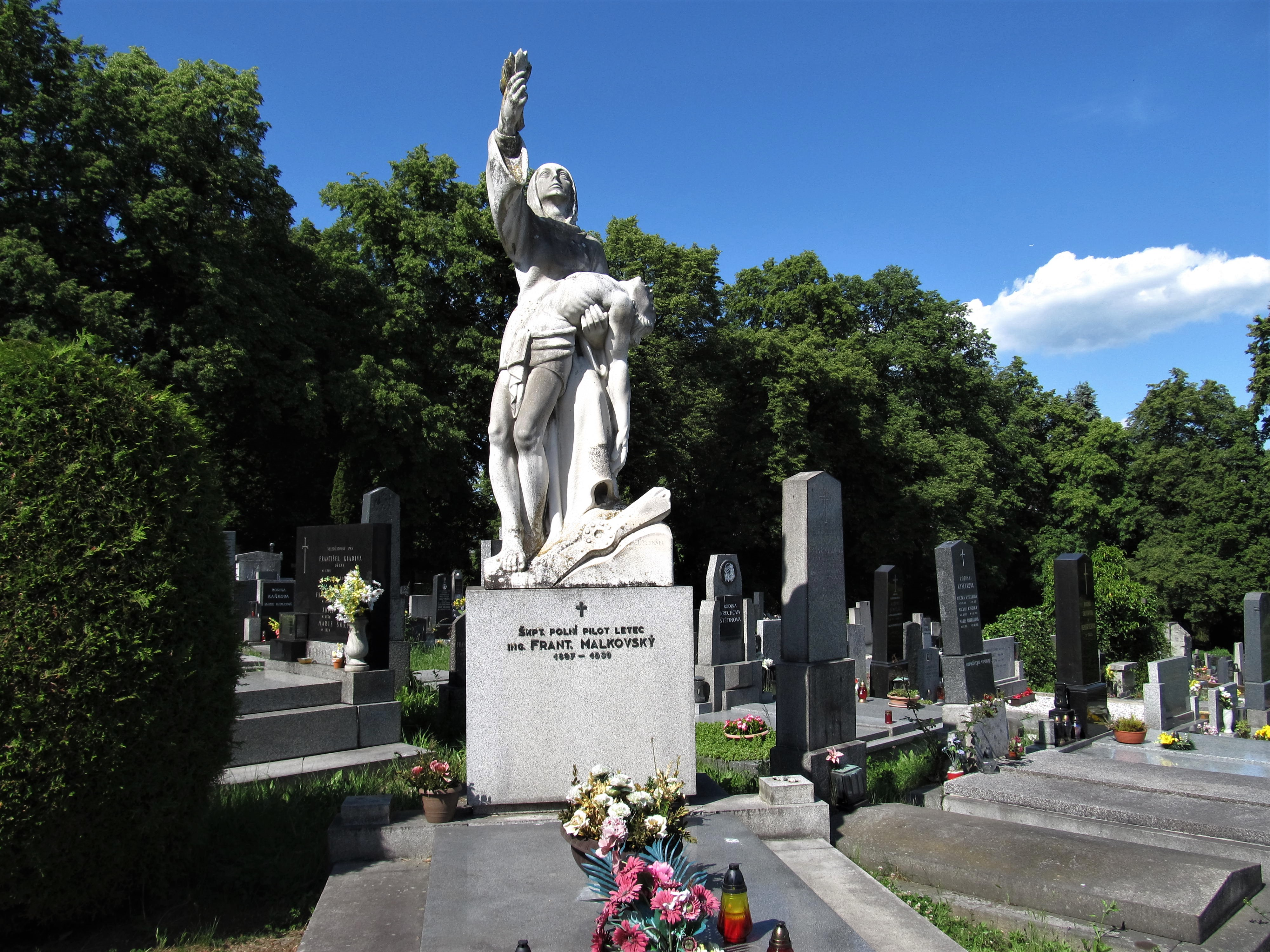
Socha letce na hrobu Františka Malkovského v Benešově

### 40. léta 20. století
- 1946 – pomník obětem 2. světové války se sousoším znázorňujícím utrpení vězně a bolest matky ve vstupním prostoru kroměřížského hřbitova. Na tomto hřbitově je Pelikán také autorem figurální výzdoby několika hrobů.[4]
- 1947 – Josef Petřek (1881–1943) – reliéf v Pavlovické ulici, Olomouc-Pavlovičky
- 1949 – Karel Maydl – pamětní deska ve Fakultní nemocnici v Olomouci
- 1950 – pomník letecké nehody polských pilotů v Těrlicku

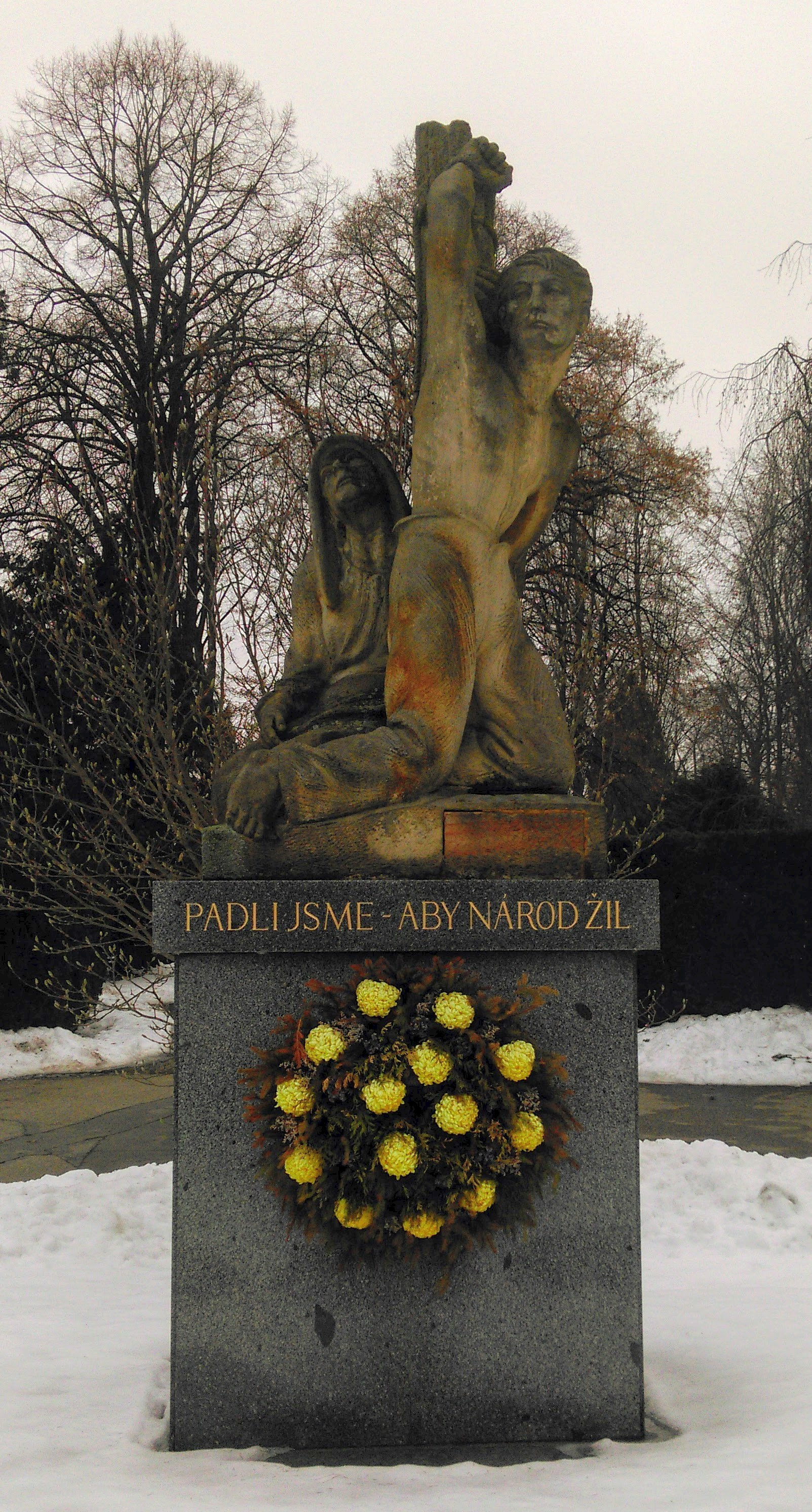
Pomník obětem 2. světové války na kroměřížském hřbitově
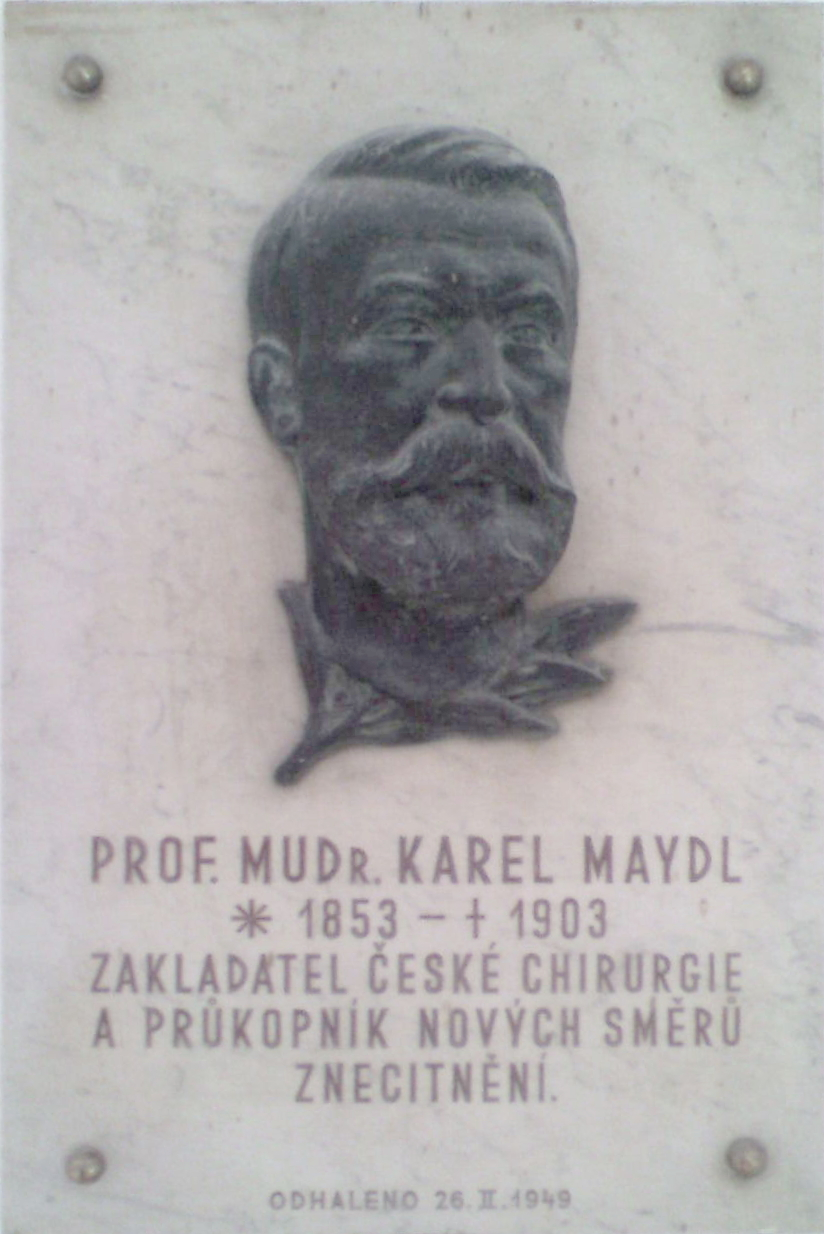
Karel Maydl
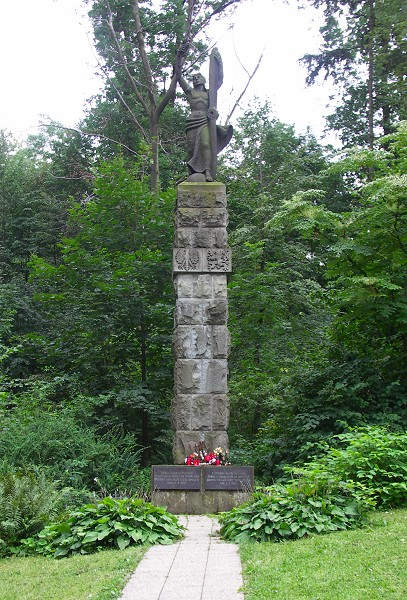
Pomník v místě letecké nehody v Těrlicku

### neseřazeno
- Kostel svatého Cyrila a Metoděje (Olomouc) – vytvořil sochy z kamene, kovu a ze dřeva: bronzové sousoší sv. Cyrila a Metoděje, sochy na bočních oltářích, sochy v kapli Panny Marie, reliéf na křtitelnici, reliéf na kazatelně.

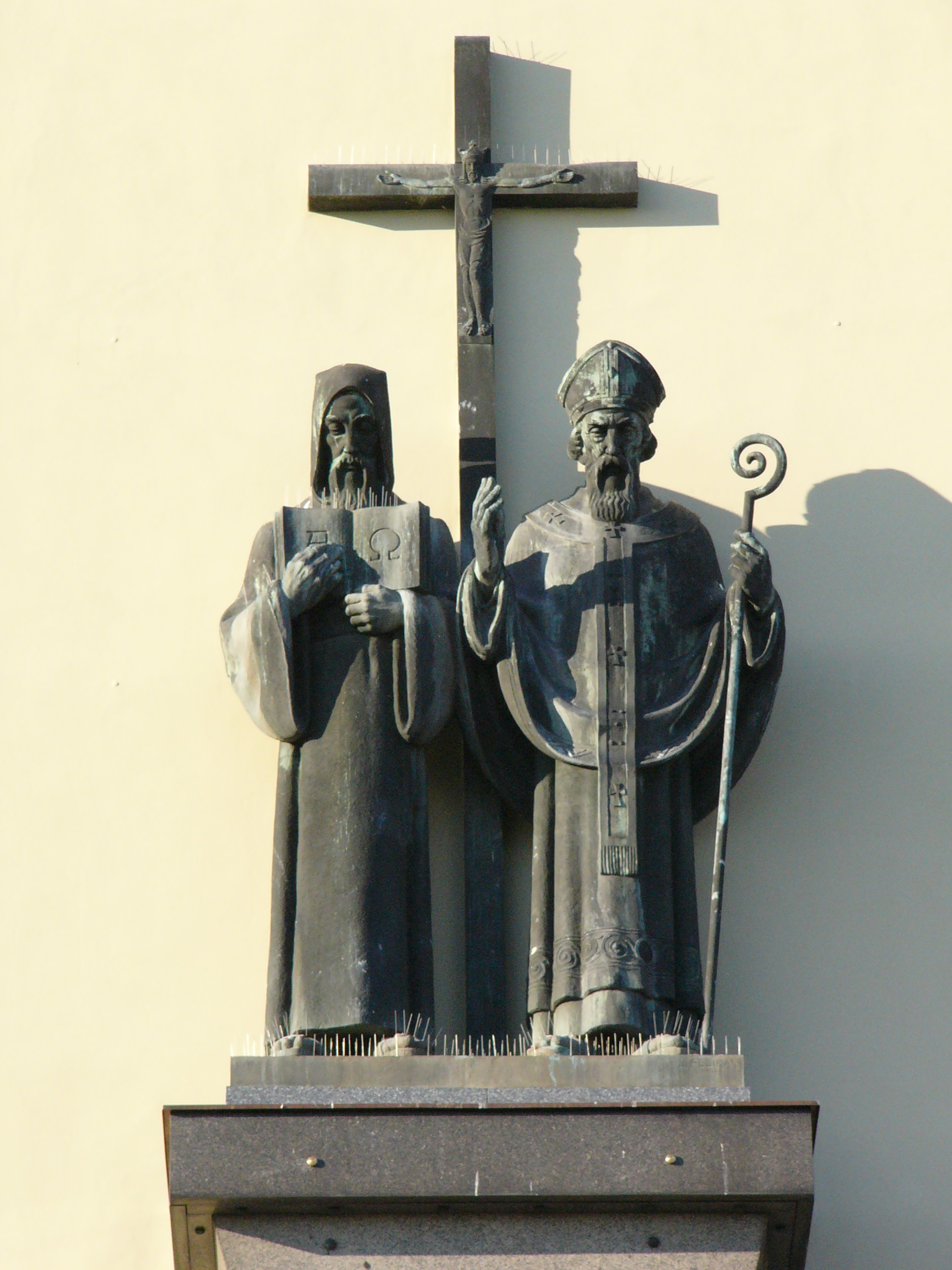
Kostel svatého Cyrila a Metoděje (Olomouc): bronzové sousoší sv. Cyrila a Metoděje je 4,5 m vysoké
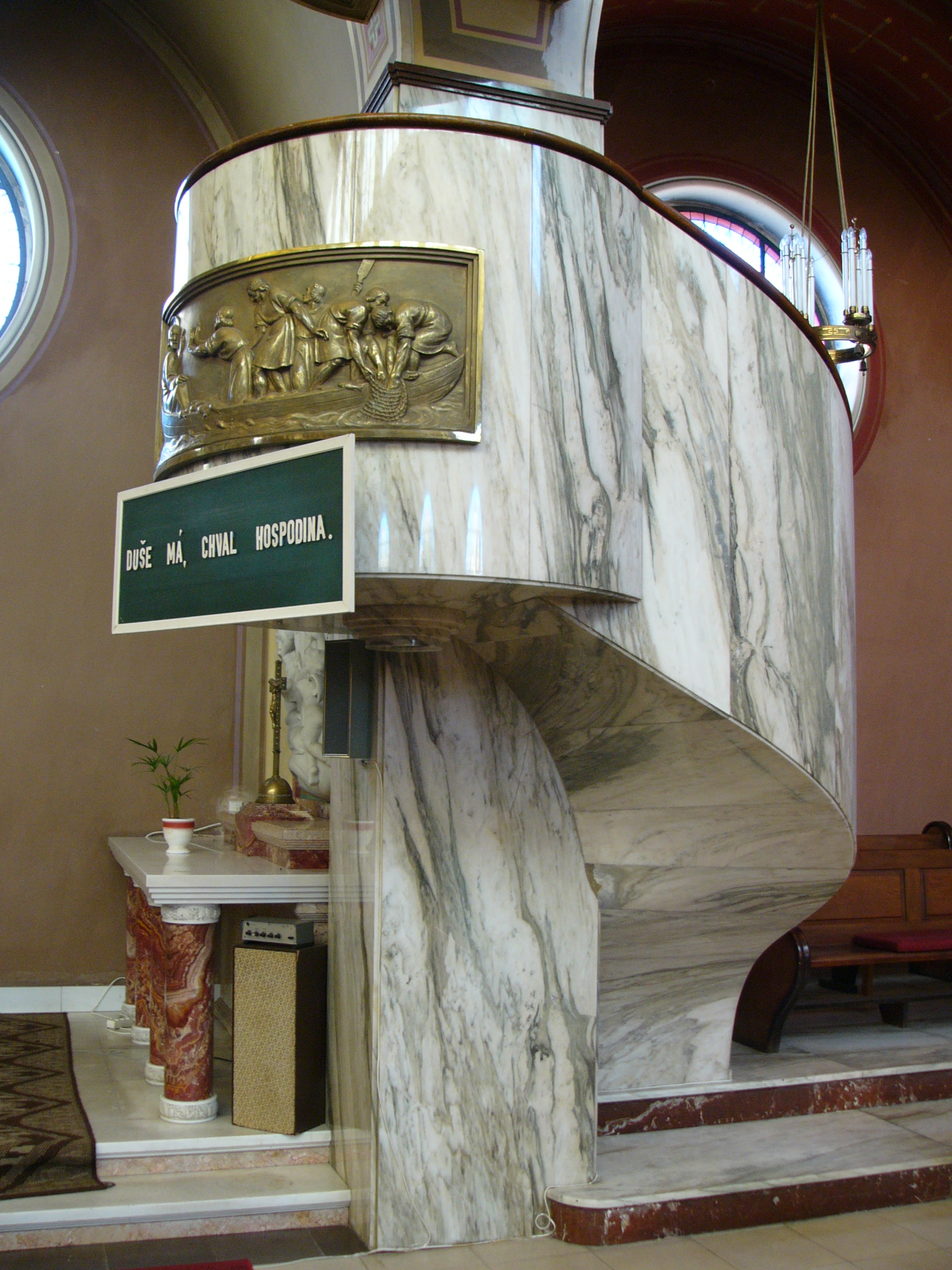
Kostel svatého Cyrila a Metoděje (Olomouc): reliéf na kazatelně
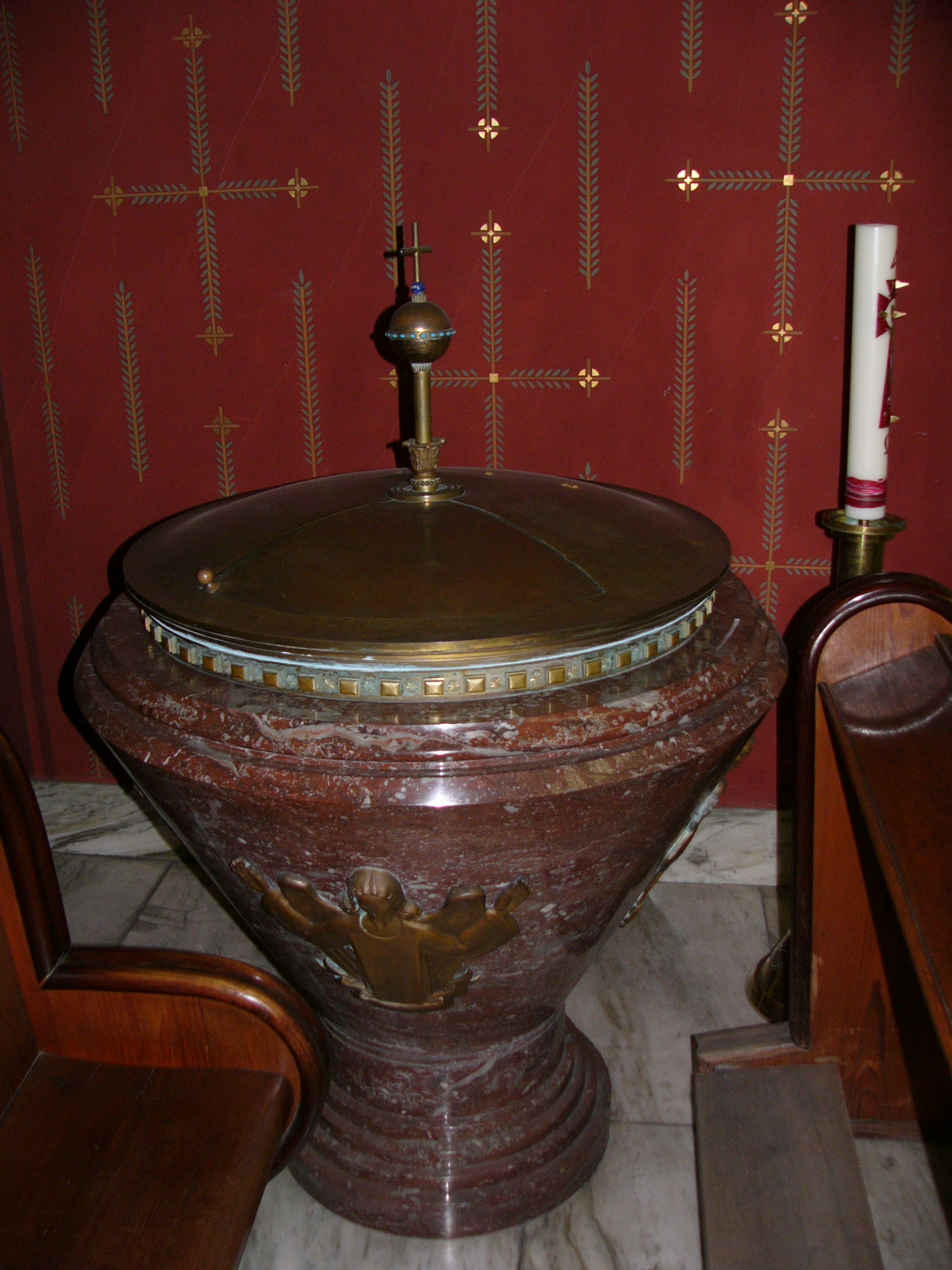
Kostel svatého Cyrila a Metoděje (Olomouc): reliéf z mosazi na křitelnici z roku 1932

- busty Josefa Kajetána Tyla, Jaroslava Vrchlického, Bedřicha Smetany a Antonína Dvořáka na budově Moravského divadla (již na budově nejsou)
- reliéfy Aloise Jiráska, Eduarda Vojana, Hany Kvapilové a Leoše Janáčka na provozní budově Moravského divadla (třída Svobody)

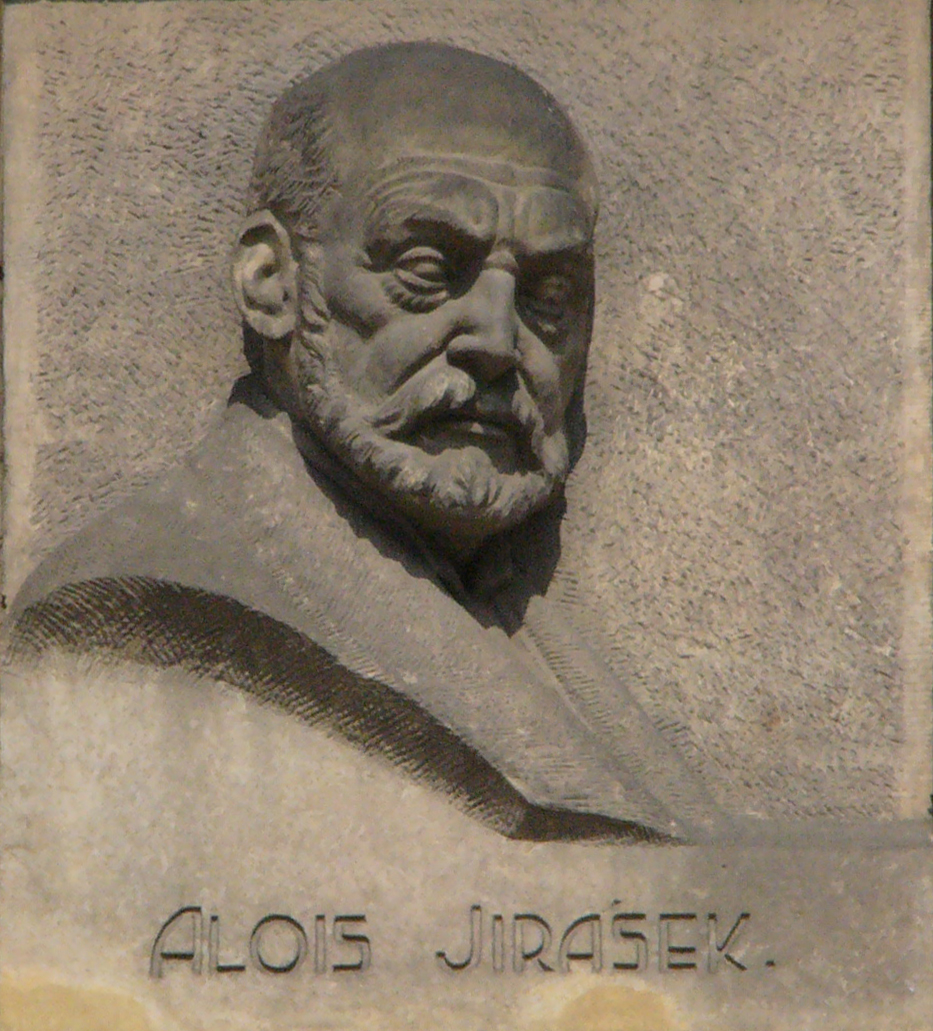
Alois Jirásek
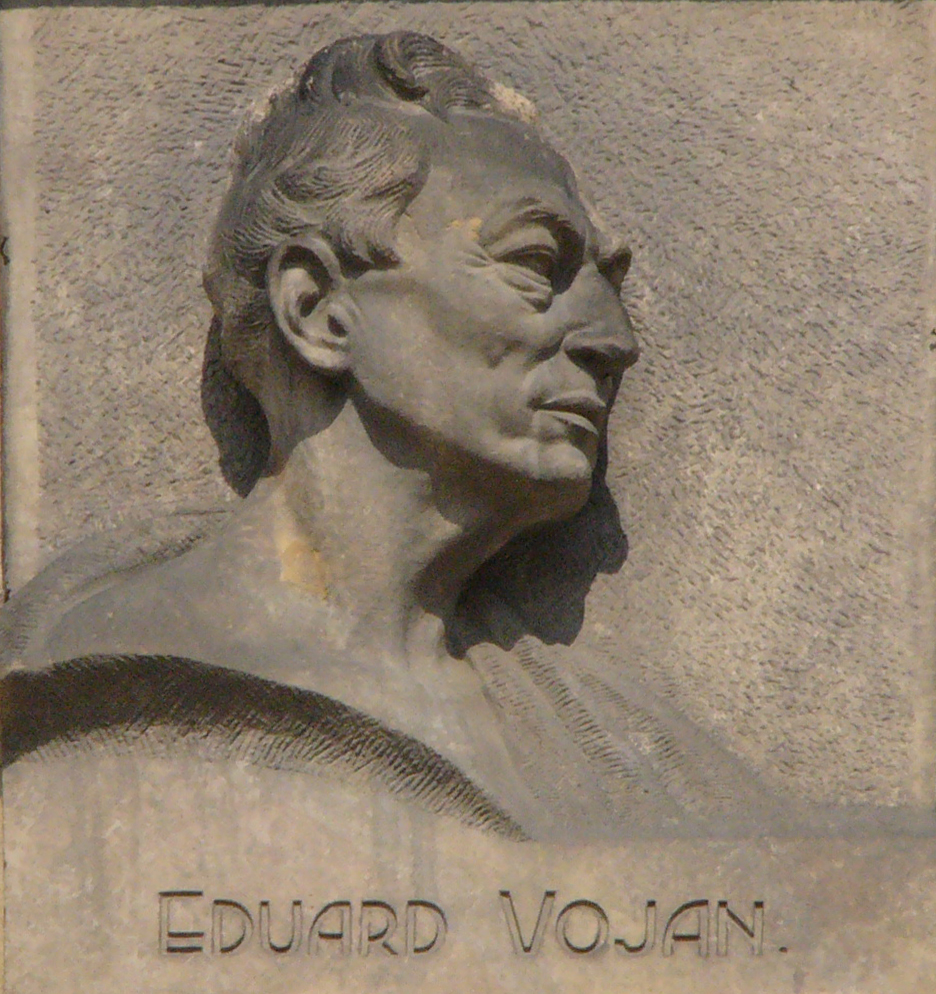
Eduard Vojan
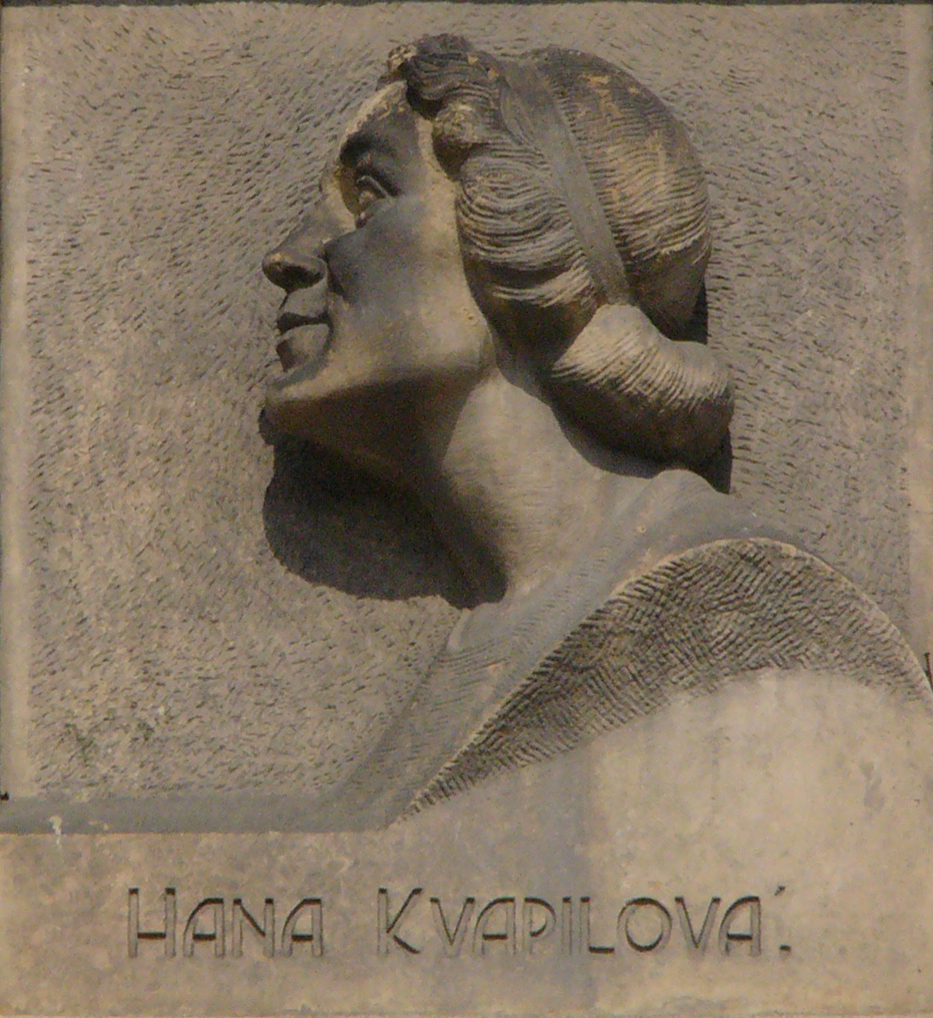
Hana Kvapilová
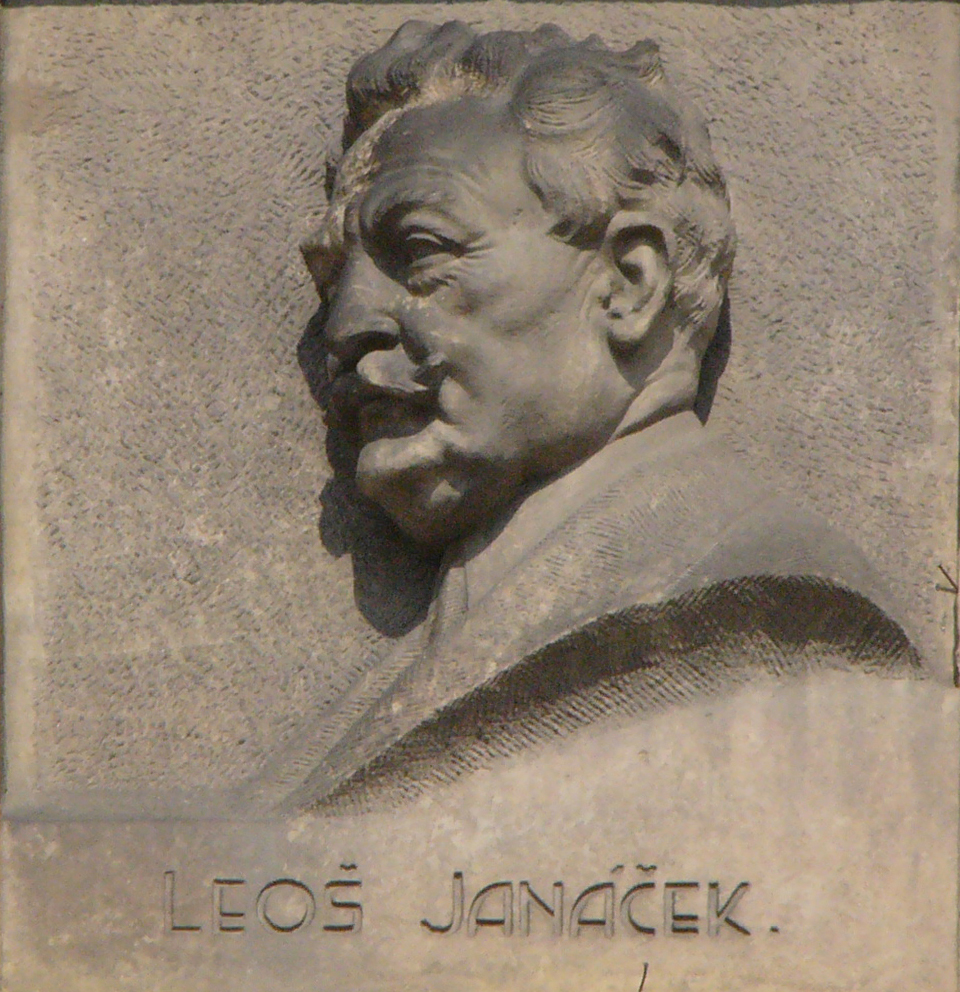
Leoš Janáček

- etnograf a archeolog, prof. Jan Havelka (1839–1886) – pamětní deska na Biskupském náměstí
- archeolog a speleolog Jindřich Wankel (1821–1897) – pamětní deska na Biskupském náměstí
- Ignát Wurm – pamětní deska na tř. 1. máje
- busta Josefa Dobrovského v knihovně Kláštera Hradisko
- pamětní deska Wolfganga Amadea Mozarta na Kapitulním děkanství v areálu Olomouckého hradu

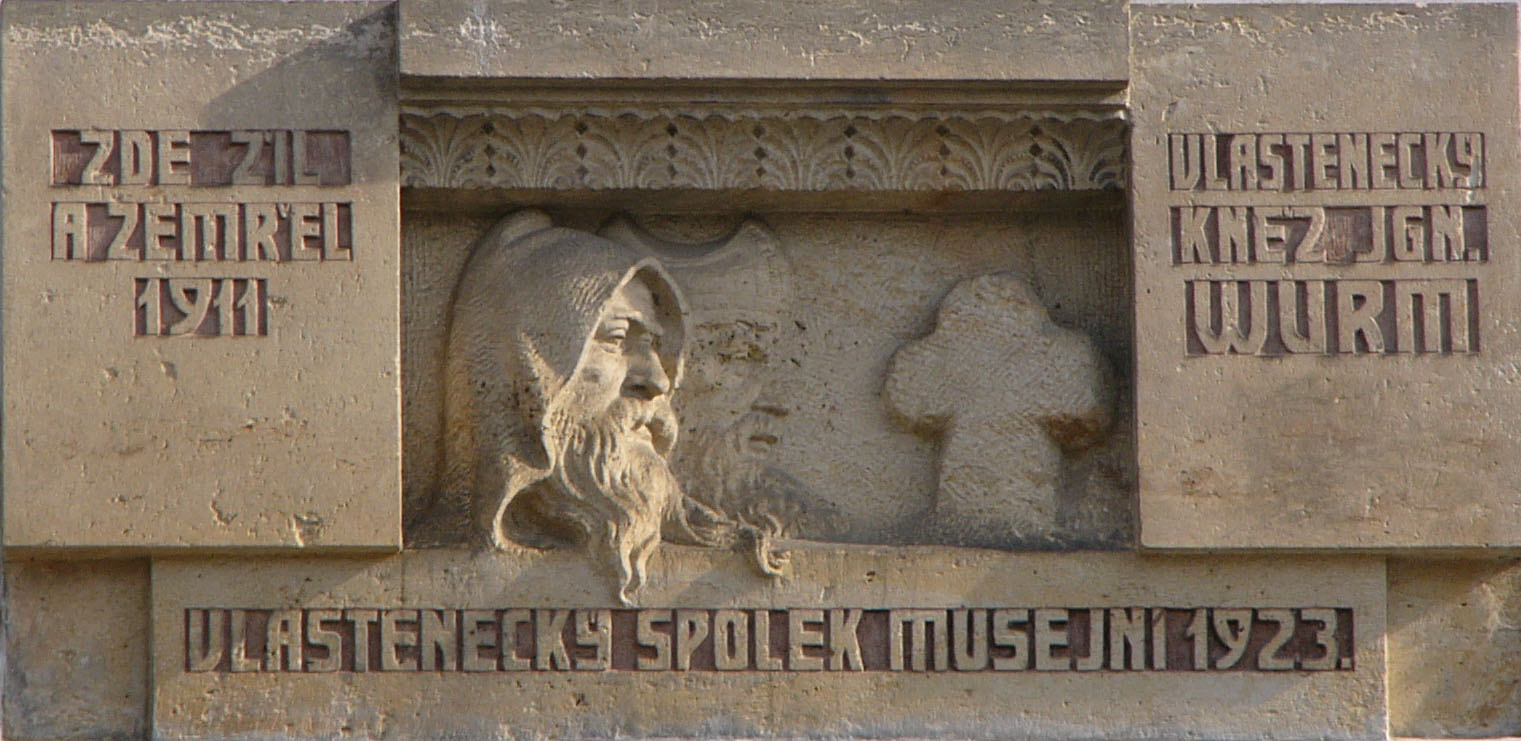
Ignát Wurm – pamětní deska
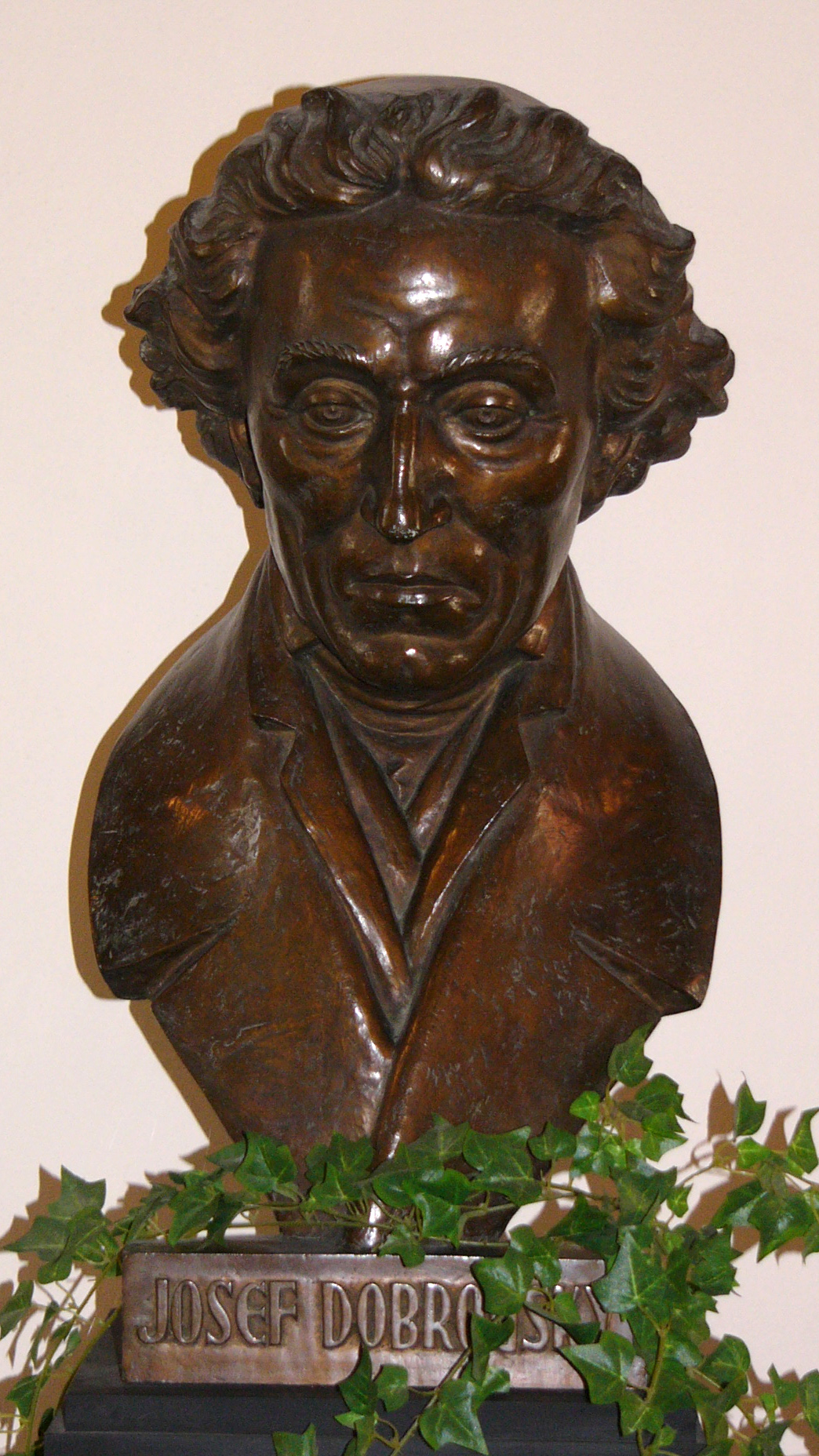
Busta Josefa Dobrovského v knihovně Kláštera Hradisko
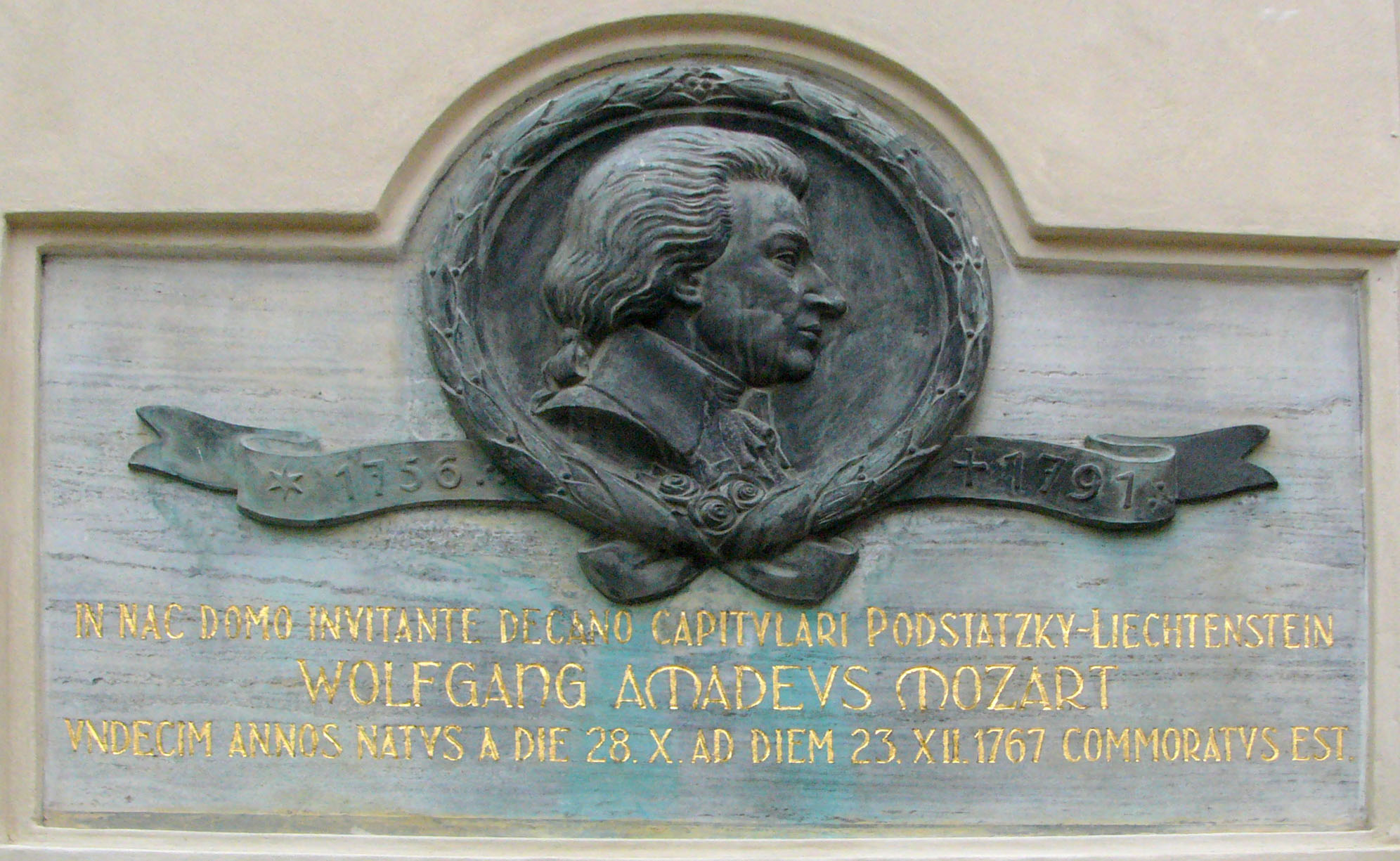
Pamětní deska Wolfganga Amadea Mozarta na Kapitulním děkanství
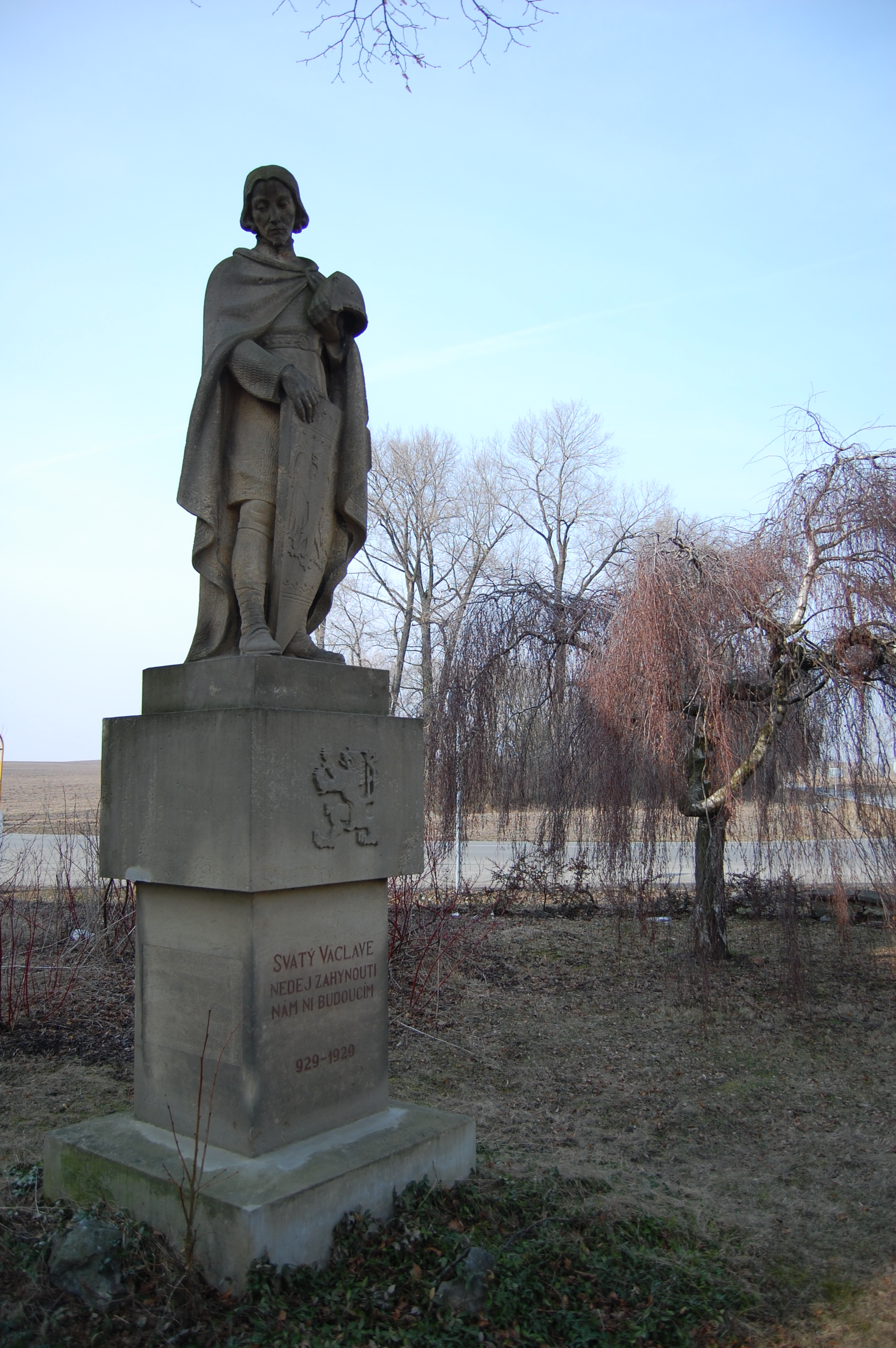
socha sv. Václava v Topolanech
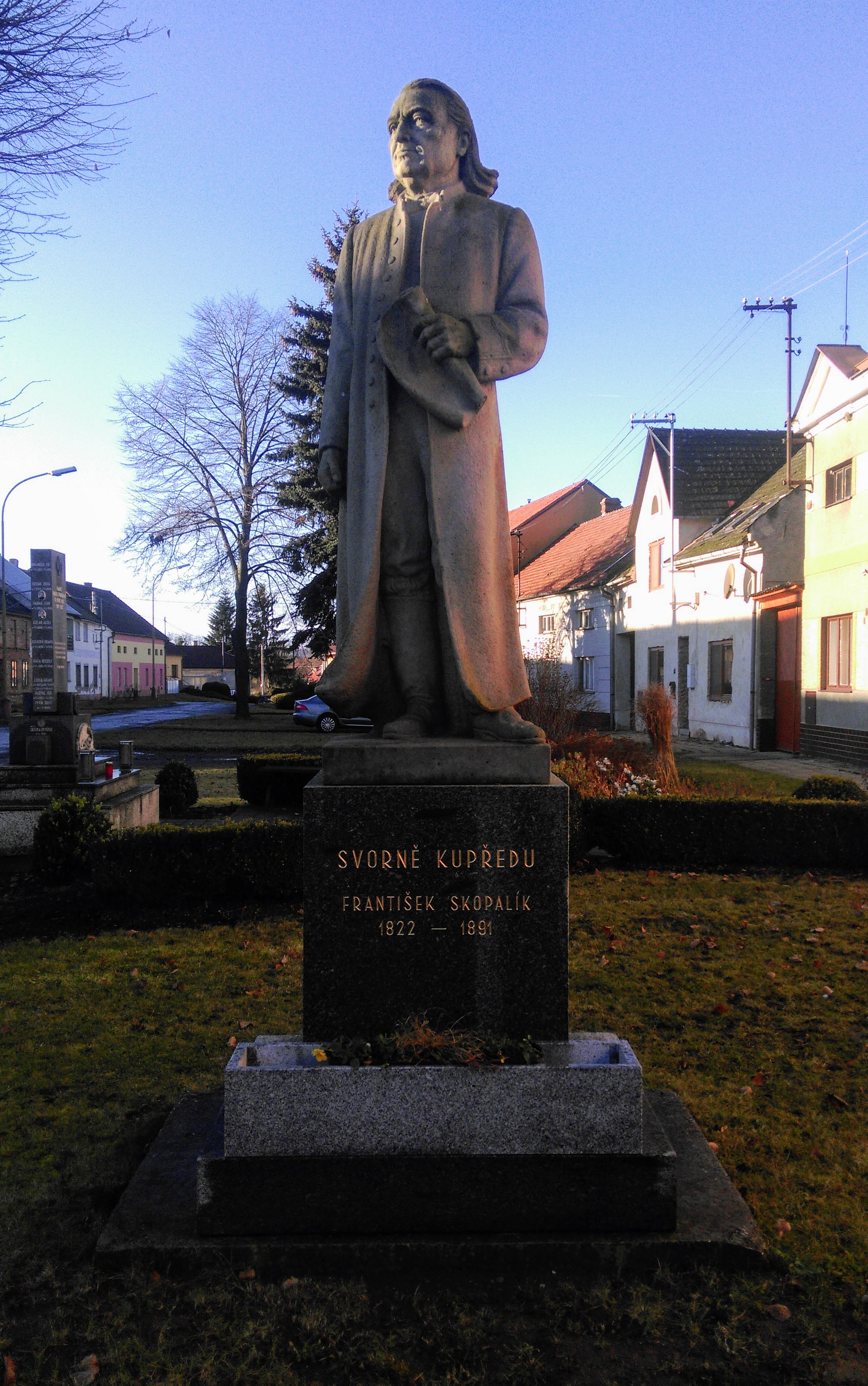
socha Františka Skopalíka v Záhlinicích

- Jan Ošťádal – pamětní deska na Sokolské ulici
- Jan Rudolf Demel – busta před zemědělskou školou v Olomouci-Klášterní Hradisko
- baron a mecenáš městských sadů Wilhelm von Schneeburg (1804–1880) – nezvěstný pomník ze Smetanových sadů, pomník odstraněn za komunismu
- Tomáš Garrigue Masaryk – busta před školou v Holici
- socha před Solnými mlýny v Holici